# Escultura del Renacimiento

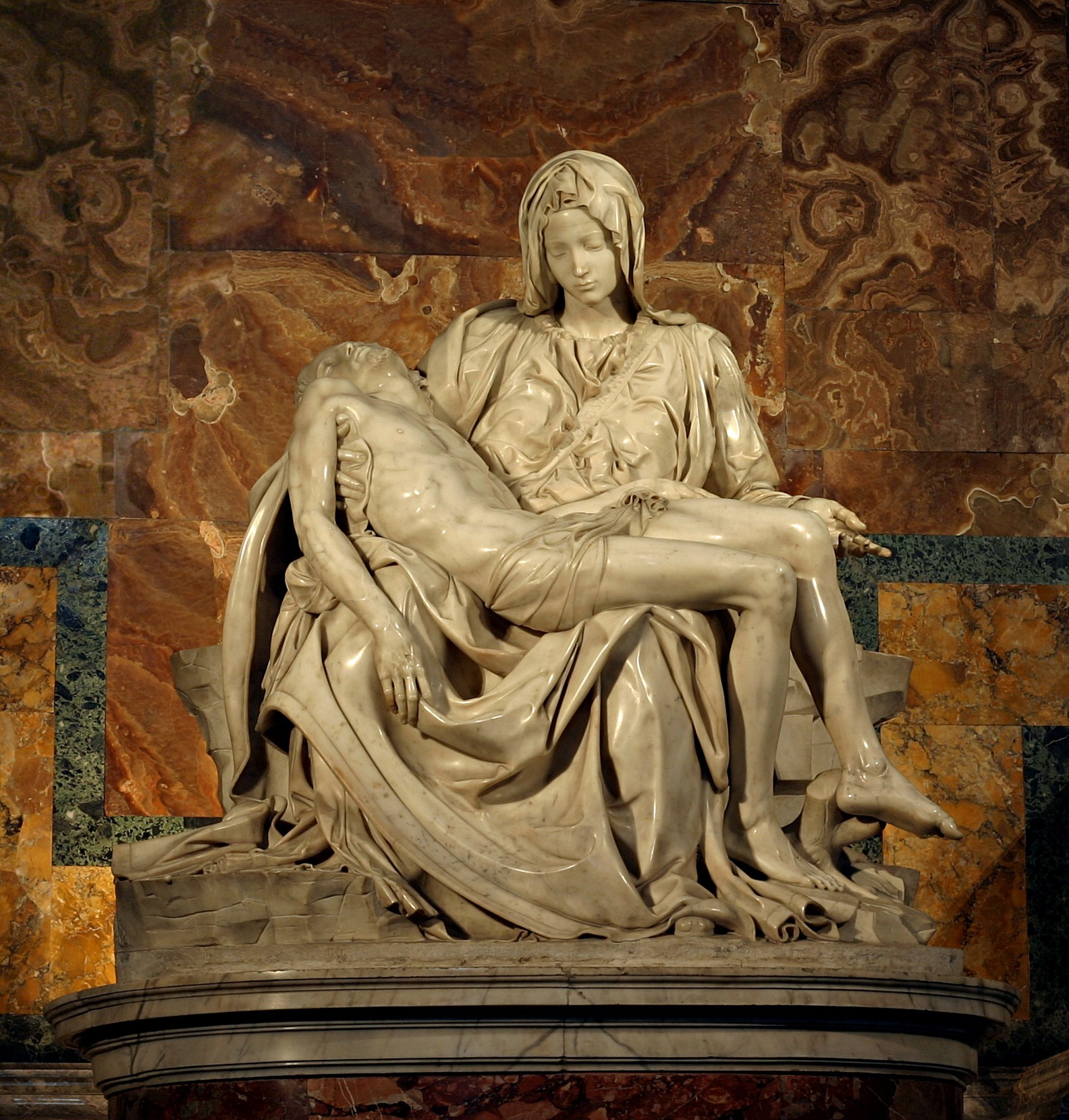
Piedad del Vaticano, obra del Renacimiento de Miguel Ángel Buonarroti.

La escultura del Renacimiento se entiende como un proceso de recuperación y reinterpretación del arte escultórico de la Antigüedad clásica. Los escultores hallaron en los restos artísticos y en los descubrimientos arqueológicos de aquella época pasada una fuente de inspiración para sus obras. Además, encontraron en la observación de la naturaleza un modelo ideal para perfeccionar sus obras. En este contexto hay que tener en cuenta la excepción de los artistas flamencos en el norte de Europa, los cuales además de superar el estilo figurativo del gótico promovieron un Renacimiento ajeno al italiano, especialmente en el ámbito de la pintura. 
El renacer a la Antigüedad, con el consiguiente abandono de lo medieval, que para Giorgio Vasari «había sido un mundo propio de godos», y la recuperación de los valores clásicos en sus múltiples variantes y matices, fue un fenómeno que se desarrolló casi exclusivamente en Italia. El arte del Renacimiento logró así interpretar la naturaleza y traducirla con libertad y con conocimiento en multitud de obras maestras.

## Características

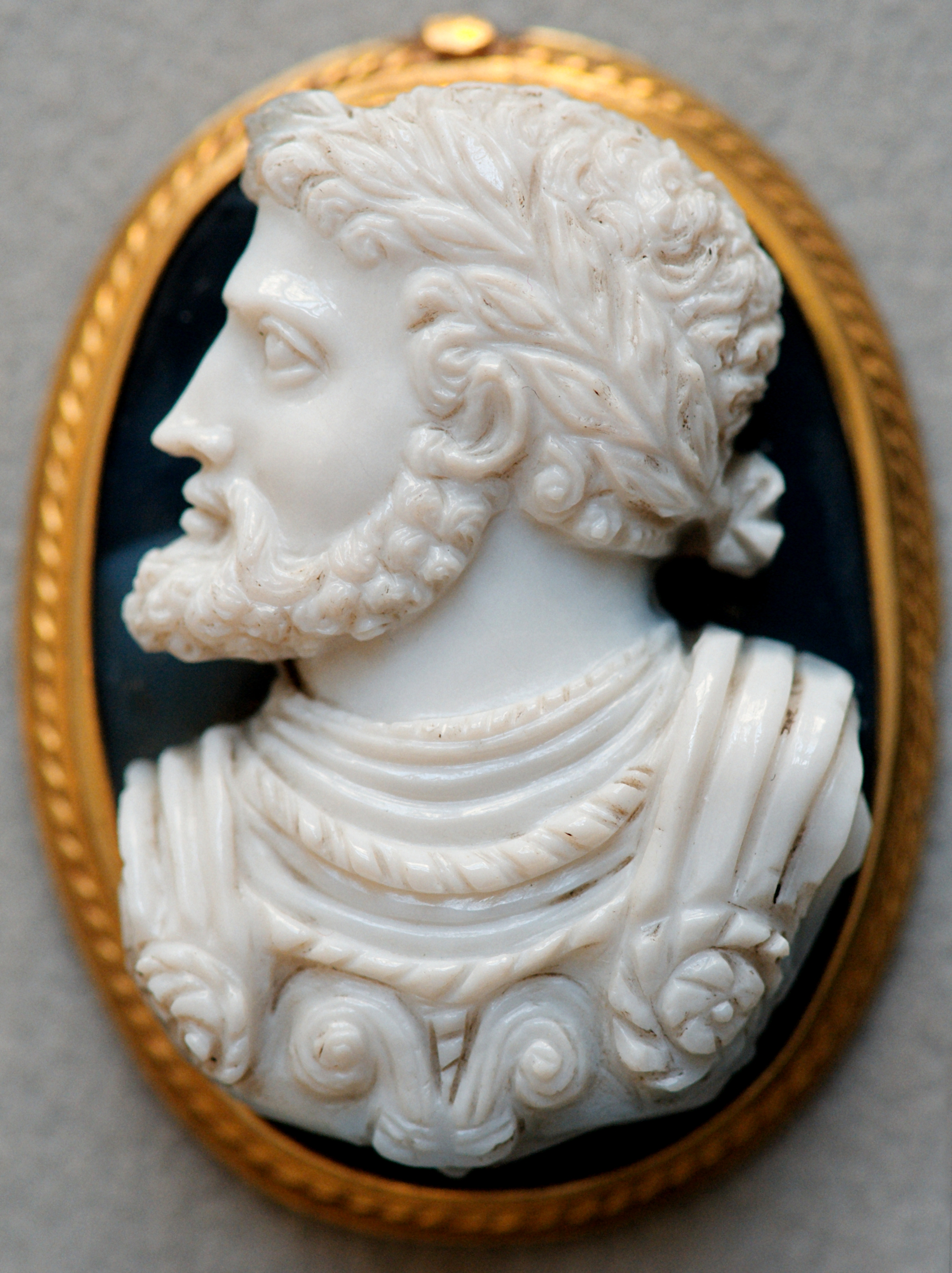
Camafeo en ágata blanca, representando a Carlos I, obra italiana del.

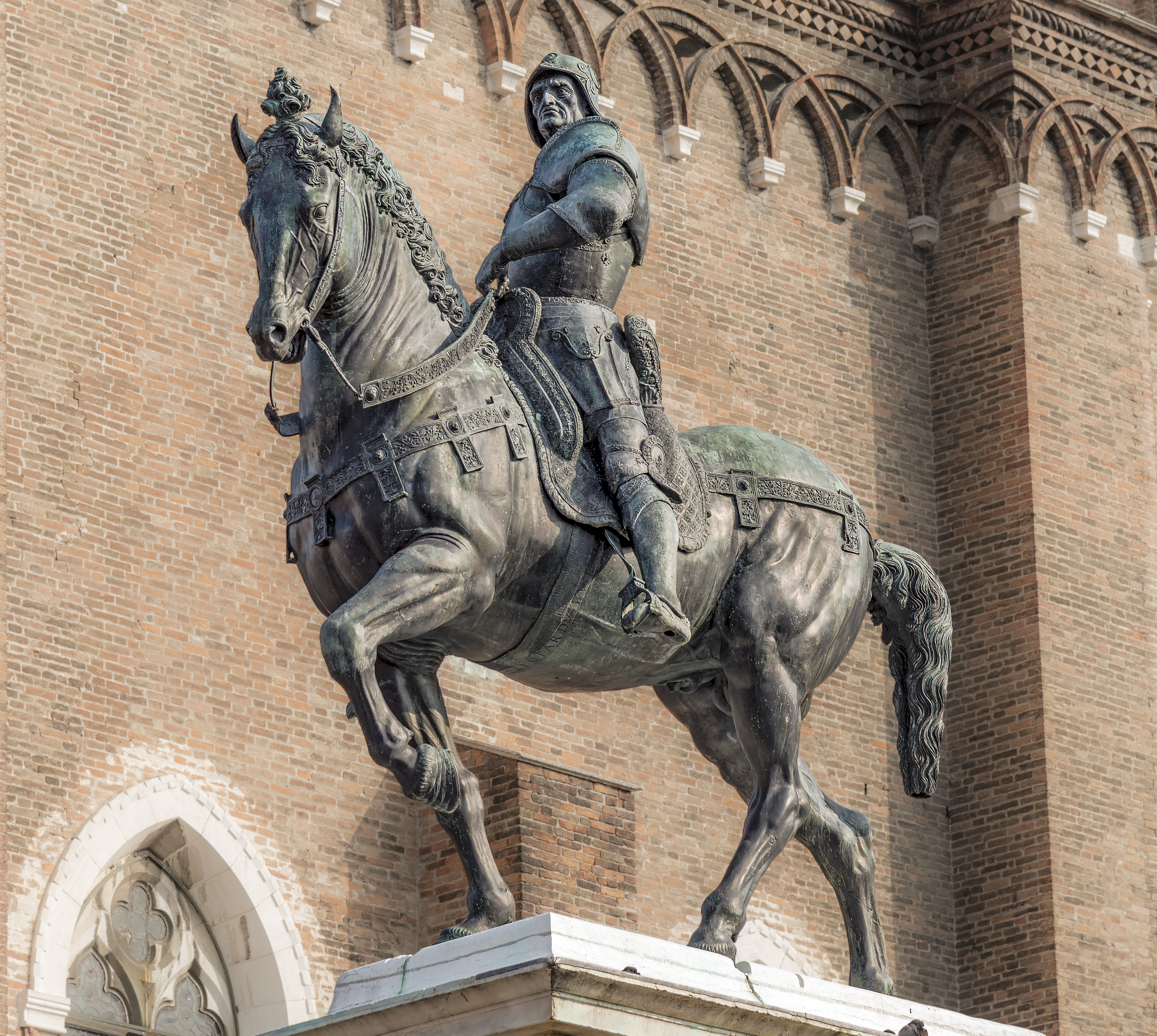
Escultura ecuestre de Bartolomeo Colleoni realizada en bronce por Verrocchio.

La escultura en el Renacimiento tomó como base y modelo las obras de la antigüedad clásica y su mitología, con una nueva visión del pensamiento humanista y de la función de la escultura en el arte. Como en la escultura griega, se buscó la representación naturalista del cuerpo humano desnudo con una técnica muy perfeccionada, gracias al estudio meticuloso de la anatomía humana. En Italia convivieron por igual los temas profanos con los religiosos; no así en otros países como España y Alemania, donde prevaleció el tema religioso.
El cuerpo humano representó la Belleza absoluta, cuya correspondencia matemática entre las partes se encontraba bien definida, y el contrapposto fue utilizado constantemente desde Donatello a Miguel Ángel. En esta época es cuando se dio prácticamente la liberación de la escultura del marco arquitectónico, los relieves se realizaron con las reglas de la perspectiva y se mostraban a los personajes con expresiones de dramatismo que llevaban a la sensación de gran terribilità en los sentimientos expuestos en las esculturas de Miguel Ángel, como en el rostro de su David.
Un papel fundamental fue la figura del mecenas, representados por la iglesia y personajes de la nobleza que obtenían con su mecenazgo prestigio social y propaganda política, y abarcó todos los temas: religiosos, mitológicos, de vida cotidiana, retratos de personajes, etc.
Reapareció con el Renacimiento la glíptica greco-romana, que se había olvidado casi por completo durante la Edad Media en la labra de piedras finas (salvo algunas muestras de arte bizantino), y desde el siglo XVI se labraron preciosos camafeos de gusto clásico, tan perfectos que, a veces, llegan a confundirse con los antiguos. No obstante, apenas si alcanzó a restablecerse el uso de los entalles de piedra fina, tan predilectos de las civilizaciones griega y romana. Estos pequeños relieves sirvieron como modelo, una vez agrandados, para la decoración por parte de escultores en grandes medallones para palacios de Italia y Francia.

### Materiales
La escultura del Renacimiento se sirvió de toda clase de materiales, principalmente del mármol, bronce y madera. El bronce compitió con el mármol principalmente en monumentos funerarios, fuentes y pequeñas esculturas para decoración de interiores, así como en estatuas ecuestres como la del condottiere Colleoni en Venecia. Las reproducciones de estatuillas en bronce tuvieron gran difusión en el Renacimiento, debido al gran número de coleccionistas. En Florencia fueron Antonio Pollaiolo (Hércules y Anteo) y Andrea del Verrocchio (Niño alado con pez) los iniciadores por encargo de los Médicis. Del taller de Leonardo da Vinci se conservan pequeños bronces con el caballo encabritado de una altura de 23 cm. El escultor de Mantua Pier Jacopo Alari Bonacolsi, llamado Antico, se instaló en Roma para la ejecución de reducciones en bronce de mármoles antiguos.
La madera fue utilizada en países como Alemania y España, donde la gran riqueza forestal y el trabajo tradicional de la madera policromada estaba muy arraigado; se empleó en la ejecución de imaginería religiosa, retablos y altares.
La terracota fue empleada como material más económico; se utilizó terracota en color natural y policromada, como la empleada por Antonio Rossellino y su discípulo Matteo Civitali en la Virgen de la Anunciación en la iglesia de los Siervos de Lucca. El artista italiano Pietro Torrigiano realizó en España varias esculturas en barro policromado, algunas de ellas se conservan en el Museo de Bellas Artes de Sevilla. A Lucca de la Robbia, que siguió el estilo donatelliano, se le atribuye la invención del barro esmaltado que empleó en el tabernáculo de Santa María Novella de Florencia en combinación con el mármol para darle colorido a la obra, y después en tondos y en Madonnas; su taller seguido por su sobrino Andrea della Robbia realizó gran cantidad de obras de terracota esmaltada que se difundieron por toda Europa.
Segundas riveras

### Técnicas

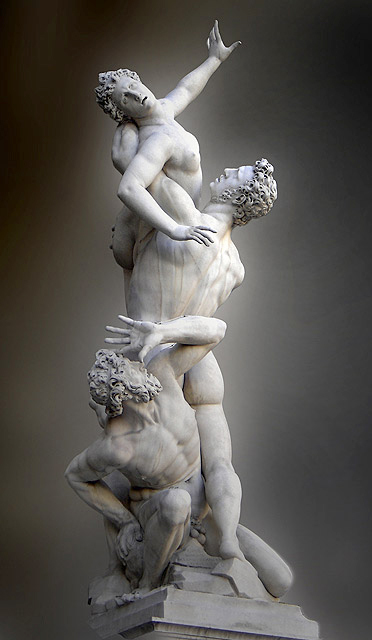
Rapto de las Sabinas, del escultor de Flandes Giambologna, donde la composición se muestra en movimiento de espiral.

La técnica del tallado de mármol se recuperó en tiempos del Renacimiento con la perfección que había tenido durante el periodo clásico. A partir del Renacimiento se empleó el taladro manual o trépano para eliminar la piedra hasta una cierta profundidad. Esta herramienta se empleaba tanto si se hacía la escultura en talla directa, como a veces había hecho Miguel Ángel, como si se utilizaba el pasado de puntos de un modelo realizado en yeso, como normalmente hacían artistas como Giambologna, de quien se aprecian los puntos marcados en muchas de sus esculturas. Donatello empleó el método griego de trabajar el bloque en redondo, sin embargo Miguel Ángel lo tallaba desde un lado. Así lo describió Benvenuto Cellini: 

El mejor método empleado jamás por Miguel Ángel; después de haber dibujado la perspectiva principal en el bloque, empezó a arrancar el mármol de un lado como si tuviera la intención de trabajar un relieve y, de esta manera, paso a paso, sacar la figura completa.

Para las obras en bronce se necesitaba la realización de la obra previamente en arcilla o en cera para su posterior fundición; después se cincelaba para suprimir los posibles defectos de la fundición, se pulía la superficie con abrasivos y a gusto del escultor se añadían las pátinas.
La talla en madera, empleada sobre todo en el Norte de Europa y en España, se podía realizar también en talla directa sobre el bloque de madera con la ejecución de un boceto pequeño para su guía o con el modelo previo en yeso o arcilla, y también pasarlo por puntos como en el mármol.

### Composición
- Bulto redondo

El Renacimiento adoptó los elementos básicos que había descrito Vitruvio, que sostenía:

... que la proporción de la forma humana había de servir de paradigma para las proporciones de las creaciones del hombre. Ya que la naturaleza ha diseñado al cuerpo humano de manera que sus miembros están debidamente proporcionados a la figura en su conjunto; parece que los antiguos tenían una buena razón para su regla, que dice que en los edificios perfectos los diferentes miembros deben guardar relaciones simétricas exactas con el esquema general en su conjunto.
D'Architectura (siglo I) Vitruvio

La composición de la figura humana se basó en la búsqueda de la perfección en la anatomía, sobre la que muchos artistas de esta época adquirieron verdaderos conocimientos con la práctica de disecciones para su estudio. La primera escultura exenta renacentista que mostró la armonía del desnudo fue el David de Donatello durante el Quattrocento, en la que se apreciaba la influencia del estilo de Praxíteles con un ligero contrapposto para conseguir el equilibrio en la composición. Durante los siguientes años los conocimientos sobre la anatomía humana fueron adquiriendo una gran perfección, hasta llegar a un contrapposto pleno. Las expresiones de los rostros dejaron de ser hieráticas y ausentes para mostrar sentimientos interiores; la llamada terribilità renacentista (David de Miguel Ángel, hacia 1504). En los grupos escultóricos de carácter religioso se mostraba la combinación del naturalismo con una intensa expresividad, la serenidad florentina desapareció ante las pasiones que mostraban los personajes con sus caras deformadas por los gestos de desesperación y dolor, visibles en los Entierros de Cristo de Guido Mazzoni y de Niccolò dell'Arca. La escultura fue evolucionando en su concepción y en las composiciones de sus grupos, hasta llegar a la serpentinata propia del manierismo, que se muestra claramente en obras como la Piedad florentina (Miguel Ángel) o el Rapto de las sabinas (Giambologna).
- Relieve

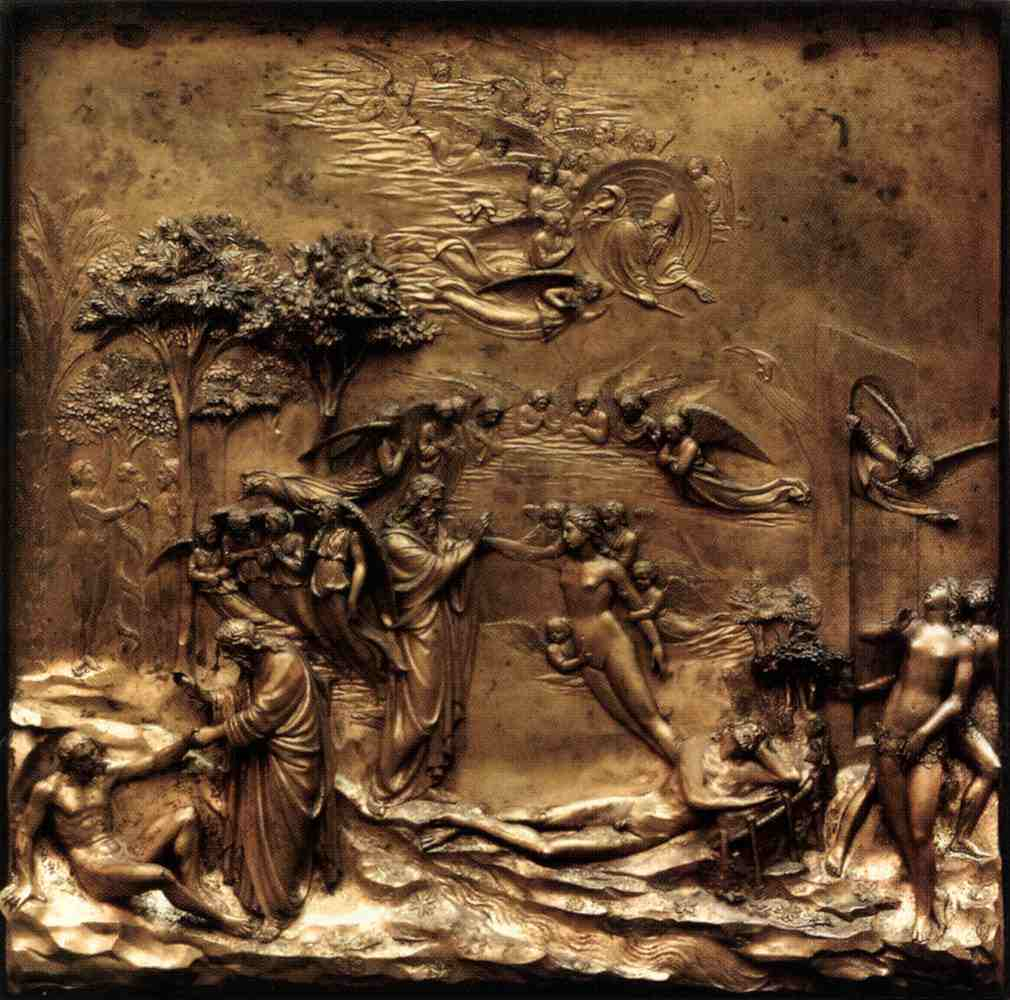
Relieve de "Adán y Eva" por Ghiberti.

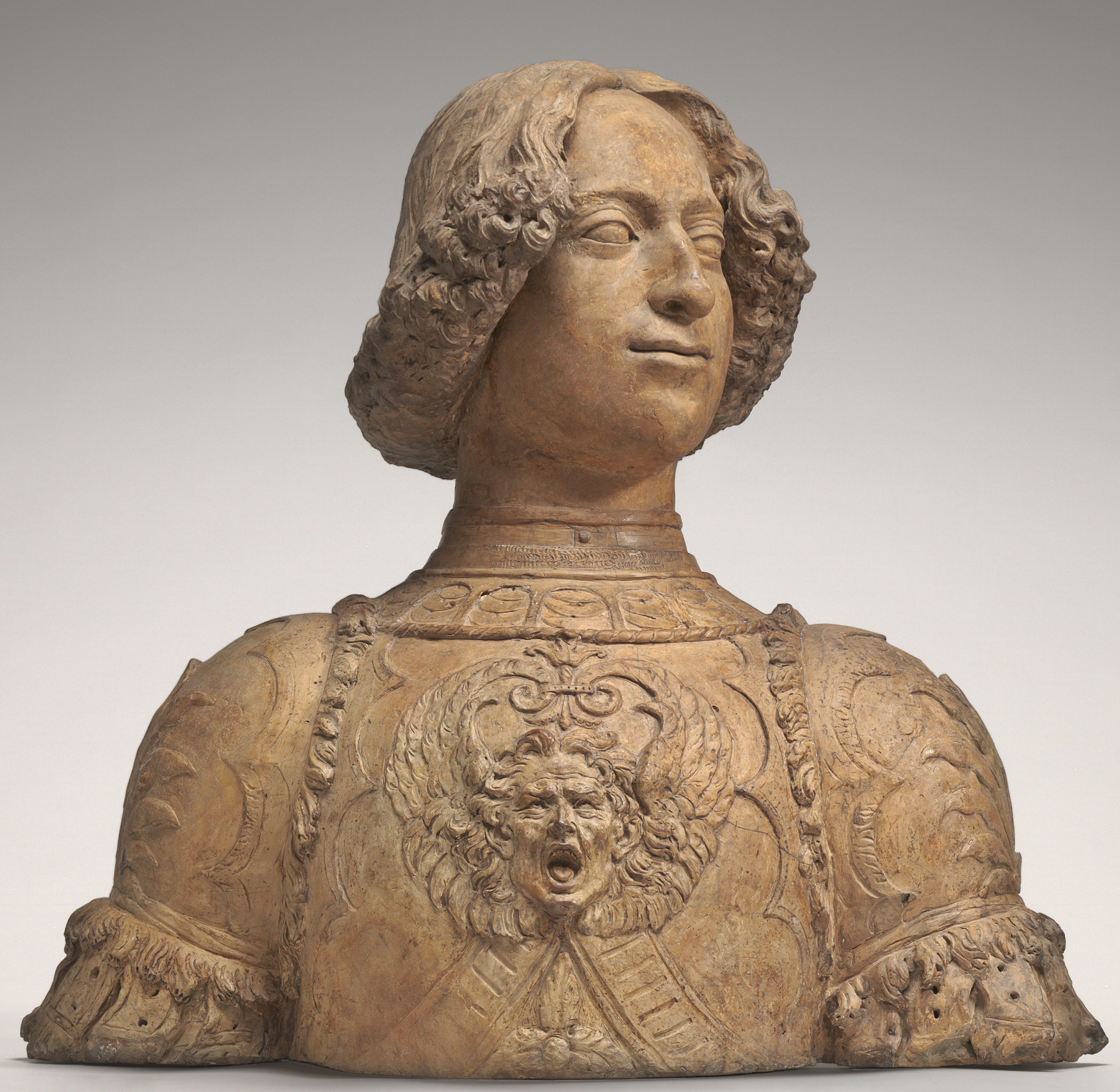
Busto-retrato de Giuliano de Médici por Verrocchio (1475-1478).

En el relieve se utilizaron la arquitectura y las recién adquiridas leyes de la perspectiva para componer los fondos de las representaciones, como en la célebre puerta del Paraíso de Ghiberti o en los relieves con la técnica de stiacciato para el altar de San Antonio en Padua realizados por Donatello. Se componían estructuras arquitectónicas como telón de fondo, igual que Giotto había hecho en sus pinturas protorrenacentistas. Algunas laudas de bronce italianas fueron transportadas a España, como la que se encuentra en la catedral de Badajoz de Lorenzo Suárez de Figueroa.
La escultura flamenca junto con la de países germánicos se desarrolló con un realismo que se apreciaba en todos los detalles ornamentales, donde el trabajo escultórico se presentaba casi como una labor de orfebrería que se aplicó en los grandes altares realizados en madera. También en España, la influencia gótico-flamenca junto con la italiana se recogió en relieves, como el de una de las puertas de la catedral de Barcelona realizada por el escultor flamenco Michael Lochner y por Bartolomé Ordóñez de estilo italiano en el trascoro de la misma catedral. Los relieves alrededor de los sarcófagos solían representar escenas de la vida de los difuntos: su vida, milagros y martirio si eran religiosos, o la representación de batallas y hechos militares si eran personajes de la nobleza. Los monumentos funerarios fueron desarrollando diferentes fases de composición, desde la estructura tradicional de la losa funeraria o la estatua del yacente solitario en su sarcófago empleado en la época medieval, a las tumbas adosadas enmarcadas por elementos arquitectónicos a la manera de arco de triunfo, y con un resultado parecido a un retablo, donde en la calle central se encontraba la urna normalmente con la figura del yacente sobre ella y figuras alegóricas en las calles laterales. Finalmente se realizaban con la representación de los difuntos en actitud orante propios de España y Francia.
Durante el Renacimiento se originó en España el estilo plateresco, que representó el cambio de las formas de decoración en los edificios con elementos escultóricos de estilo principalmente italiano, no solamente se realizó en la piedra de las fachadas sino también en madera y yeso en los interiores de los edificios, a base de relieves historiados y adornos vegetales típicos del primer Renacimiento (llamados «in candelieri») con grandes escudos heráldicos y putti a su alrededor.
- Busto

Los retratos en forma de busto siguieron siendo utilizados en el Quattrocento con la nueva concepción humanística que imponía la representación con gran parecido físico, pero también con la afirmación de la personalidad del retratado. Según Alberti, el artista debía «caracterizar pero también establecer relaciones armoniosas». Se realizaron en bronce, terracota policromada y mármol (Donatello, Verrocchio, Francesco Laurana).
- Estatua ecuestre

La estatua ecuestre de tamaño natural en bronce ya había sido tratada por los escultores romanos como el Marco Aurelio emplazado entonces en San Juan de Letrán; también los caballos de bronce de San Marcos de Venecia sirvieron de modelo para el Renacimiento italiano, y pueden considerarse inspiradores del Gattamelata de Donatello y del Colleoni de Verrocchio. Los estudios de Leonardo da Vinci conllevaron un cambio en la representación del caballo, que se colocó apoyado sobre sus patas traseras y en actitud de abalanzarse sobre el enemigo; la idea fue tomada probablemente de relieves de sarcófagos antiguos.

## Escultura italiana
La historiografía divide este período entre los siglos XV y XVI, en dos etapas que toman el nombre de Quattrocento y Cinquecento.

### El Quattrocento. Escultores florentinos

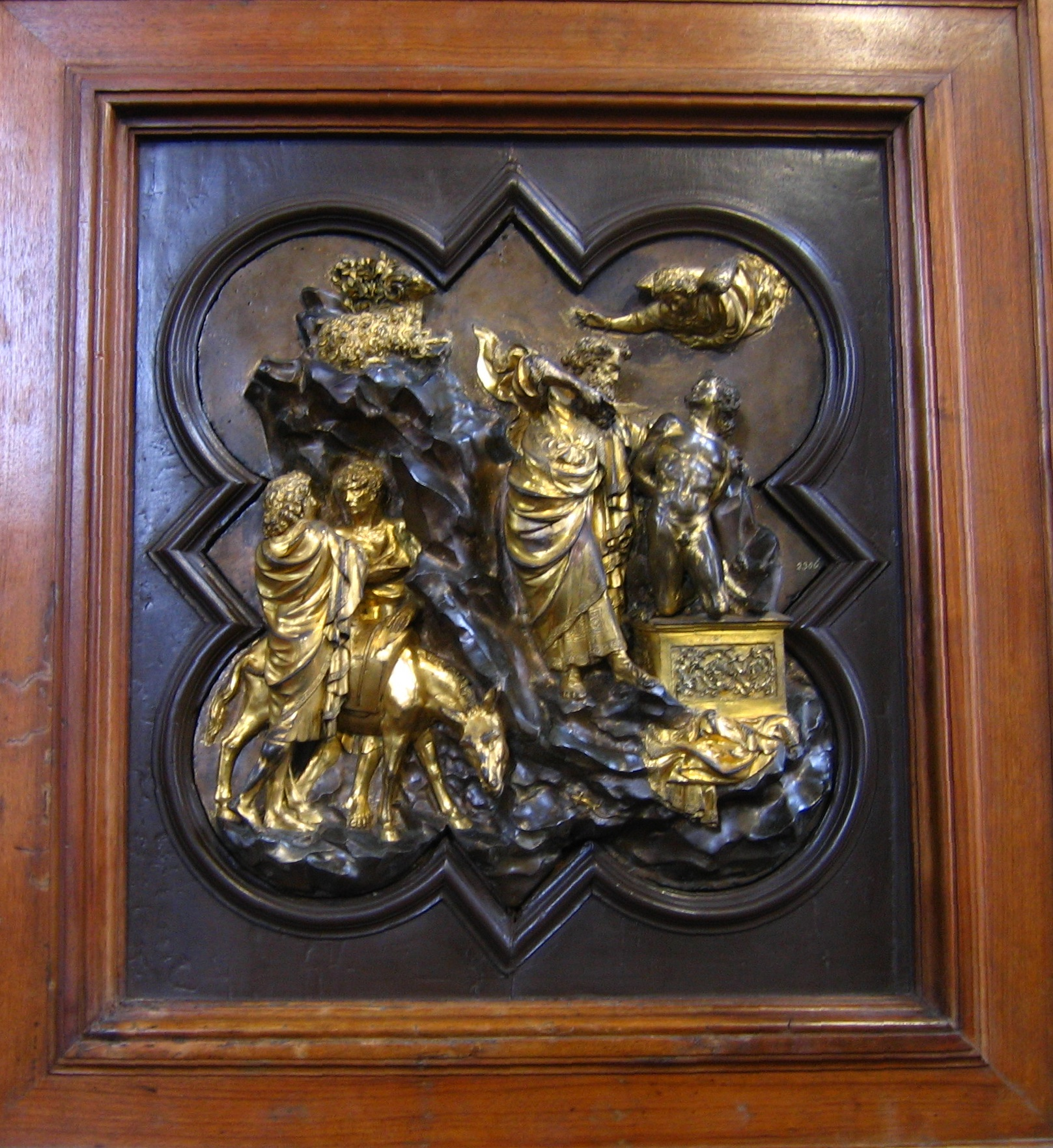
Relieve sobre el Sacrificio de Isaac, de Ghiberti.

Mientras en el resto de Europa imperaba todavía el arte gótico, en Italia comienza en el siglo XV el Quattrocento o Renacimiento temprano. Es el momento en que triunfa el Hombre y la Naturaleza. La escultura va por delante de la arquitectura y de la pintura, desarrollándose vertiginosamente. Sus antecedentes tuvieron lugar en el sur de Italia, en la corte de Federico II, bajo cuya protección nació una escuela artística que traía ya luces anticipadas de lo que sería el Renacimiento del siglo XV. Fue la región de la Toscana durante el anterior periodo trecentista la que heredó esta nueva manera de hacer escultura en la figura de Nicolás Pisano, seguido por su hijo Juan Pisano, y después Andrea Pisano (primeras puertas de bronce del Baptisterio de Florencia) y Nino Pisano.

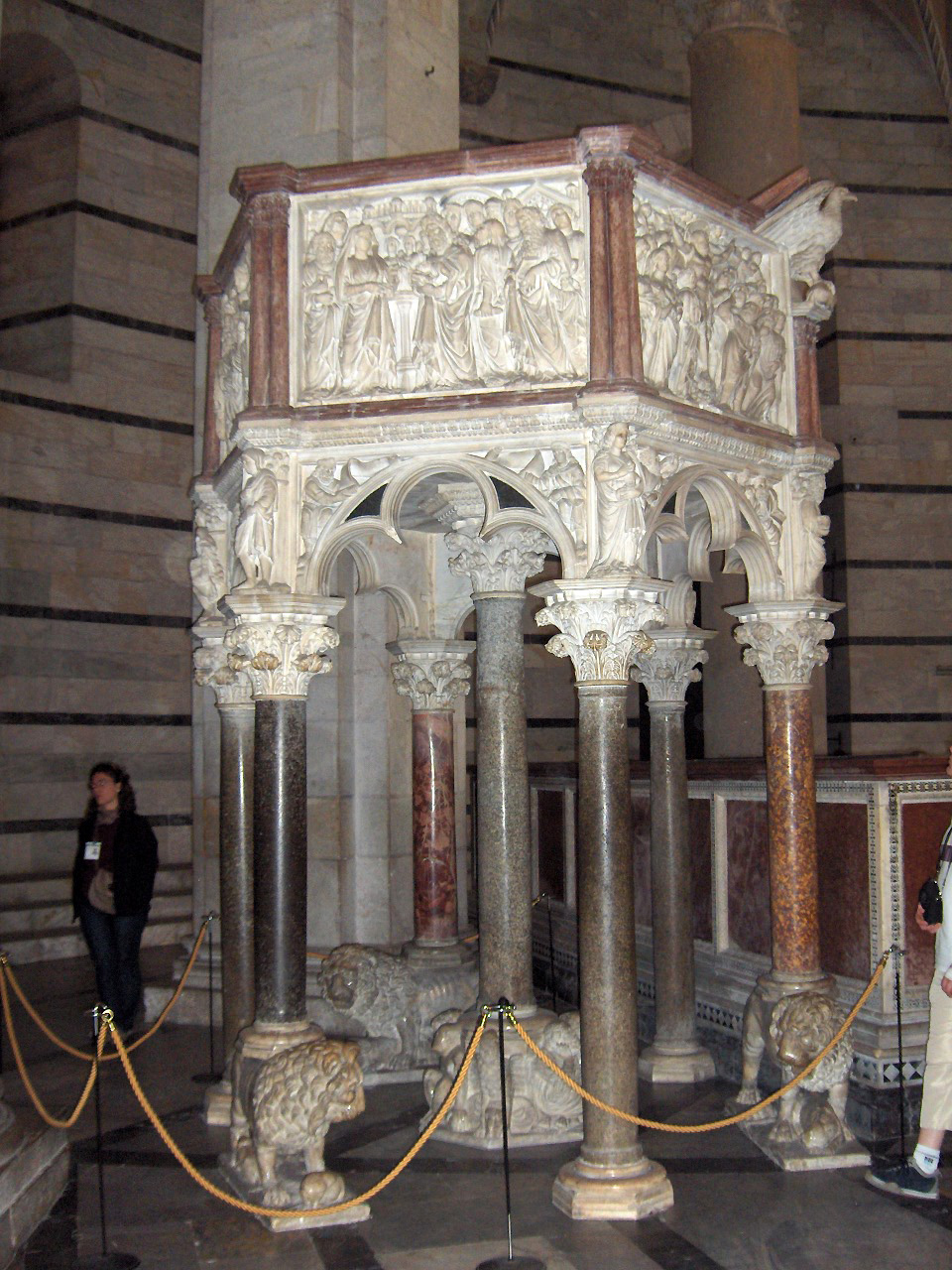
Púlpito del baptisterio de Pisa, de Nicolás Pisano, precursor del Renacimiento en Italia.

Nicolás Pisano (firmaba sus obras con este apelativo), cuyo nombre era Nicolás de Puglia, llegó desde esta región del sur de Italia (llamada en español Apulia) a establecerse en Pisa (Toscana). En Pisa (como en la mayoría de las regiones de Europa) se mantenía todavía el arte románico y se empezaba a emplear el gótico. Nicolás Pisano recibió el encargo de labrar el púlpito del baptisterio de la catedral de esta ciudad. Lo hizo siguiendo las nuevas corrientes aprendidas en Apulia sobre todo haciendo hincapié en la forma clásica del Hércules desnudo. Esta obra, el púlpito, está considerada como precursora del Renacimiento italiano.
Tras estos antecedentes, será la ciudad de Florencia (ciudad próspera en estos momentos, con la poderosa familia de los Medici, mecenas y promotores del arte), la que tome el protagonismo en la figura de su mejor representante: Lorenzo Ghiberti. A partir de este momento ya no se detectará ningún atisbo ni lastre medieval. La escultura florentina será durante siglo y medio la dominadora del retrato de busto, del ecuestre, del relieve y del bulto redondo. El material empleado por excelencia en este periodo fue el mármol seguido del bronce.
Ghiberti, Donatello y Jacopo della Quercia como los mejores, seguidos por los della Robbia, Verrocchio, Antonio Pollaiuolo y Agostino di Duccio, formaron el grupo de grandes escultores de la escuela florentina del Quattrocento.

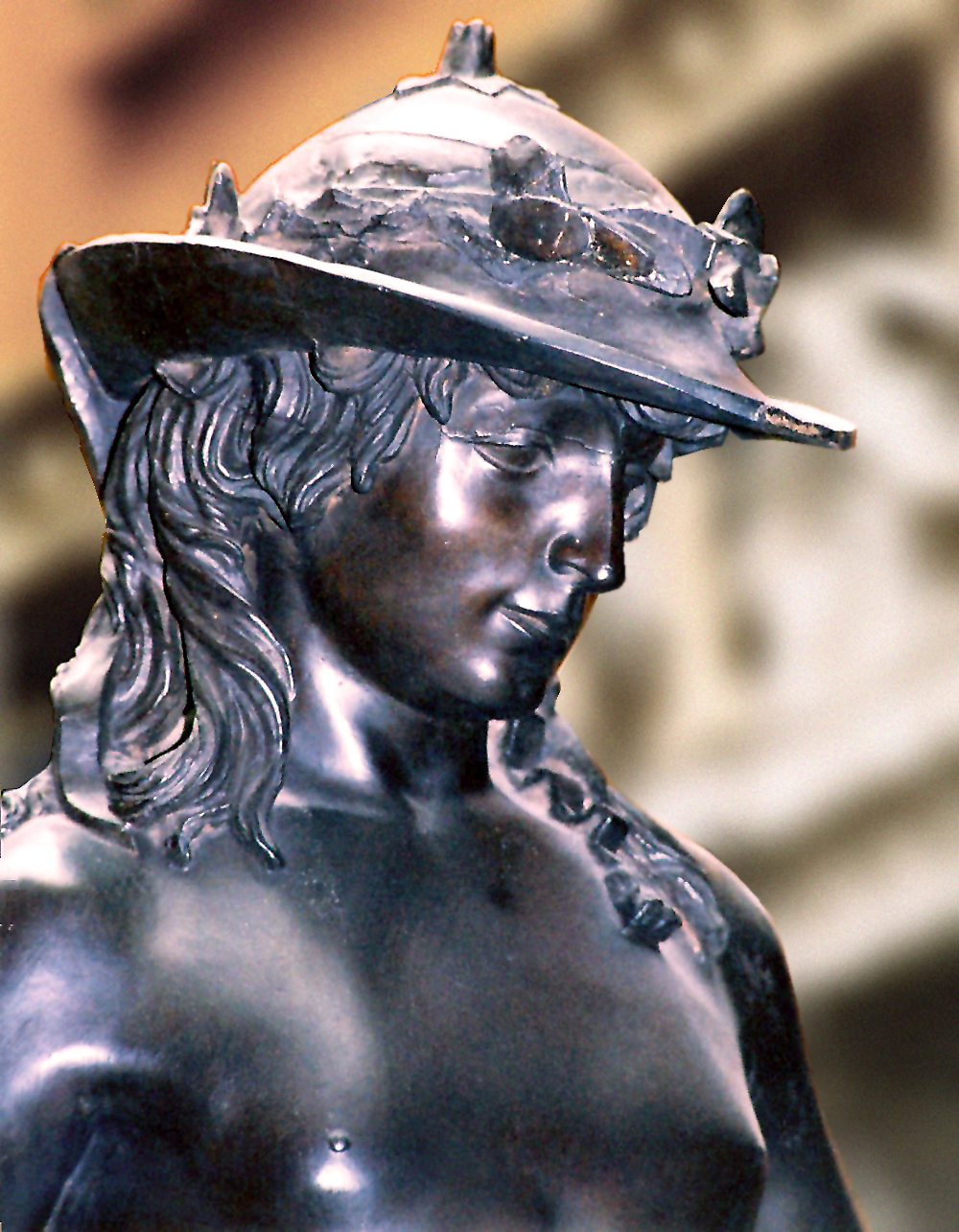
El David de Donatello.

Esta etapa del Quattrocento comenzó con la obra escultórica de los relieves de las puertas del Baptisterio de Florencia realizados por Lorenzo Ghiberti, un joven escultor de veinte años. El Baptisterio ya tenía dos puertas labradas por Andrea Pisano en 1330, y en 1401 se convocó un concurso para las otras dos restantes. El concurso fue ganado por Ghiberti (en competición con Brunelleschi), terminando la primera de las dos puertas en 1424; su trabajo fue admirado y muy bien considerado, por lo que la ciudad le encargó la segunda puerta. Invirtió unos veinte años en labrar cada una; fue prácticamente la obra de su vida. Esta segunda puerta hecha por Ghiberti y cuarta del baptisterio es la conocida como Puerta del Paraíso, bautizada así por Miguel Ángel y considerada uno de los hitos del Quattrocento.
El segundo gran escultor de este periodo fue Donatello, diez años más joven que Ghiberti. Fue mucho más polifacético en su obra, concentrándose sobre todo en la figura humana. Donatello es tenido en la Historia del Arte como el precursor de Miguel Ángel y es, en verdad, un artista independiente, fogoso y realista. Su mayor interés fue la figura humana en las distintas edades, abarcando toda clase de tipos, gestos variados y expresando en su obra los estados espirituales más heterogéneos. Por otra parte, se considera a Donatello como un gran experto en el tema infantil, sobre todo en la expresión de la alegría de los niños (tribunas de las catedrales de Florencia y Prato). En la escultura de bulto redondo Donatello difundió el retrato renacentista del busto cortado horizontalmente por el pecho y no sobre pedestal (como era costumbre en la escultura romana). Ejemplos: Busto de Antonio de Narni que lleva un gran camafeo al cuello; busto en terracota de San Lorenzo, representado como un joven diácono, en la Sacristía Vieja de San Lorenzo en Florencia. Esta manera de presentar los bustos-retrato fue adoptada por los escultores del Renacimiento y llegó casi hasta época barroca. En el siglo XVI el busto se fue alargando hasta ser cortado por la cintura. También dentro de la escultura de bulto redondo, Donatello fue el precursor de la figura a caballo (en bronce) en homenaje a un gran personaje y dispuesta en el centro de una plaza pública. La primera estatua ecuestre de Donatello fue la conocida como Gattamelata (condottiero Erasmo de Narni).

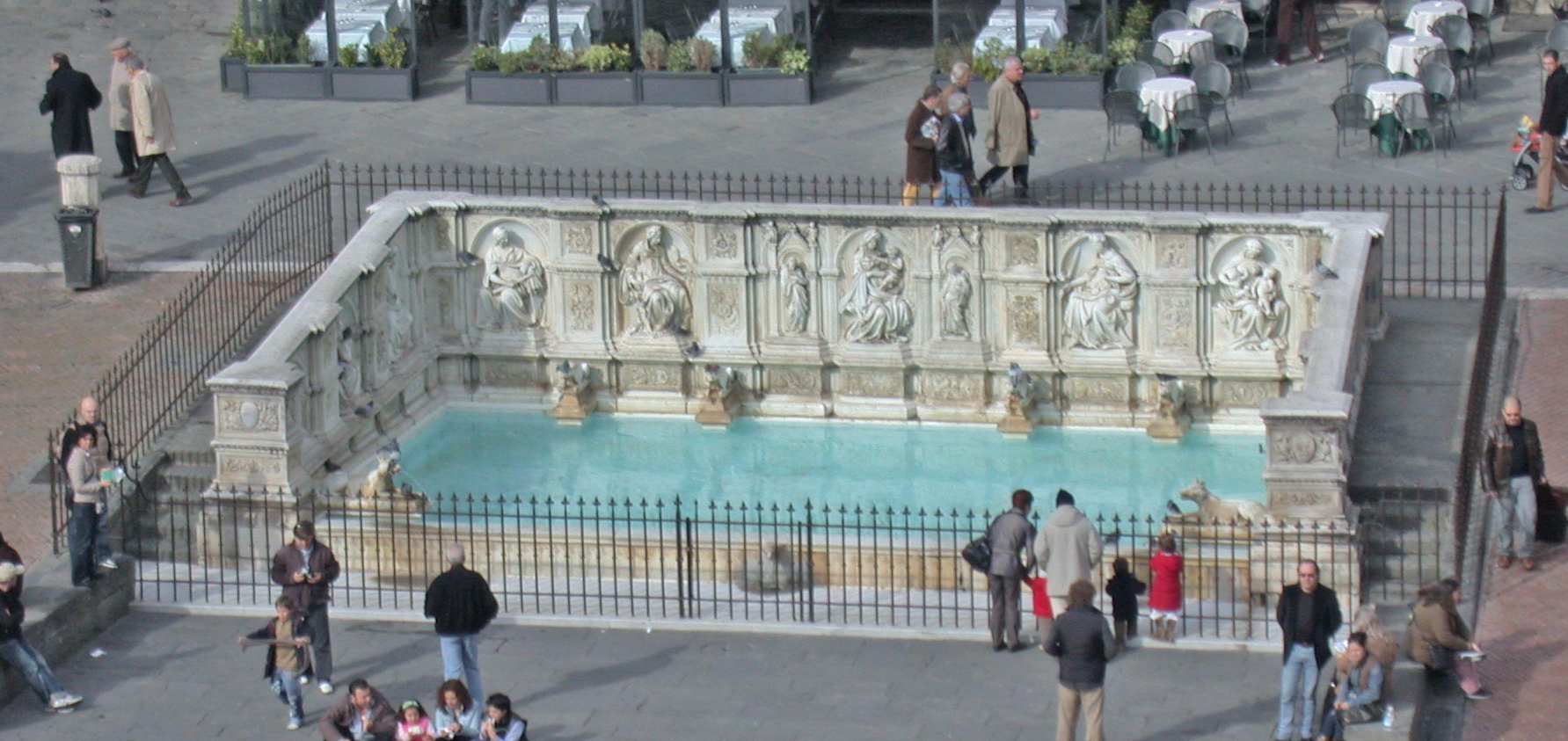
Fuente Gaia en Siena.

Jacopo della Quercia (muerto en 1438) es el tercer gran escultor de esta escuela florentina y el único del grupo que no es natural de Florencia sino de Siena. Pertenece a la generación de Ghiberti. Su estilo es grandilocuente y masivo, en contraste con el estilo detallado de Ghiberti. Su obra maestra fue la portada central de San Petronio, en Bolonia, que comenzó en 1425. Se trata de una serie de relieves representando el Génesis y la infancia de Jesús, con bustos de profetas y la imagen de la Virgen de San Petronio. En sus relieves domina la monumentalidad y el tratamiento de hercúleos desnudos, anticipándose al estilo de Miguel Ángel. Jacopo della Quercia es el autor de la Fuente Gaia de Siena, de las tumbas de Ilaria del Caretto en Luca y de Galeazzo Bentivoglio en Bolonia.
El grupo de la familia de la Robbia está encabezado por Luca della Robbia (muerto en 1482), que se dedicó casi por completo al tratamiento de la infancia y juventud de la figura femenina. Luca creó escuela en la que introdujo la técnica del barro vidriado, que fue apareciendo en los más diversos temas, desde el pequeño relieve hasta el retablo con copiosas figuras. También trabajó en mármol y en bronce. Andrea della Robbia, sobrino de Luca, fue el mejor dotado de sus seguidores. Es el autor de los tondos (medallones circulares) de niños labrados en el Spedale degli Innocenti de Florencia. El último del grupo fue Giovanni della Robbia, que no sólo era escultor, sino también decorador y, en ocasiones, alfarero.

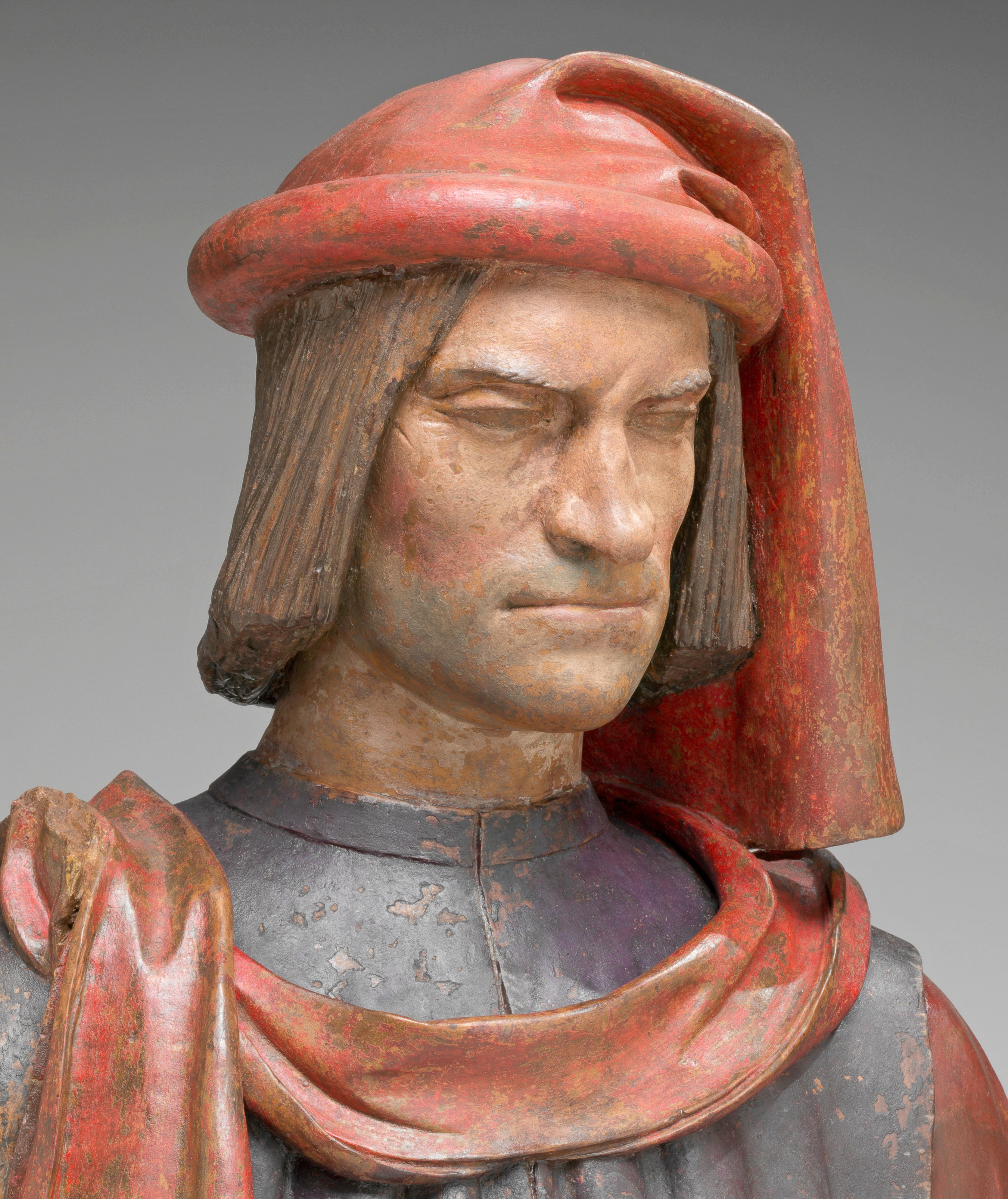
Lorenzo de Medici, por Verrocchio.

Andrea del Verrocchio (1435-1488) estuvo muy influenciado por las obras de Donatello hasta el punto de repetir alguno de sus temas, como el David en Florencia o la estatua ecuestre del condottiere Colleone en Venecia (ambas de bronce). Verrocchio se caracteriza por su profundo estudio anatómico. Antonio Pollaiuolo fue también un buenrepresentante florentino de la interpretación de la energía corpórea y del movimiento violento. Su obra maestra en este estilo es Hércules y Anteo, guardada en el Museo de Bargello. Agostino di Duccio (1418-1481) fue también un seguidor de Donatello, imitando su famoso schiacciato, sobre todo en la decoración de la fachada del oratorio de San Bernardino en Perugia y en el templo Malatestiano de Rímini.
Otro gran escultor que trabajó en Módena fue Guido Mazzoni (muerto en 1518), cuya obra en su mayoría fue hecha en barro cocido pintado, técnica que estaba en estos momentos en gran auge. Una de sus composiciones más famosas fue el Llanto sobre Cristo muerto para la iglesia de San Juan de Módena, que a su vez debió influir en la obra del mismo título elaborada por Juan de Juni en 1463, a raíz de un viaje a las ciudades de Bolonia, Módena y Florencia.

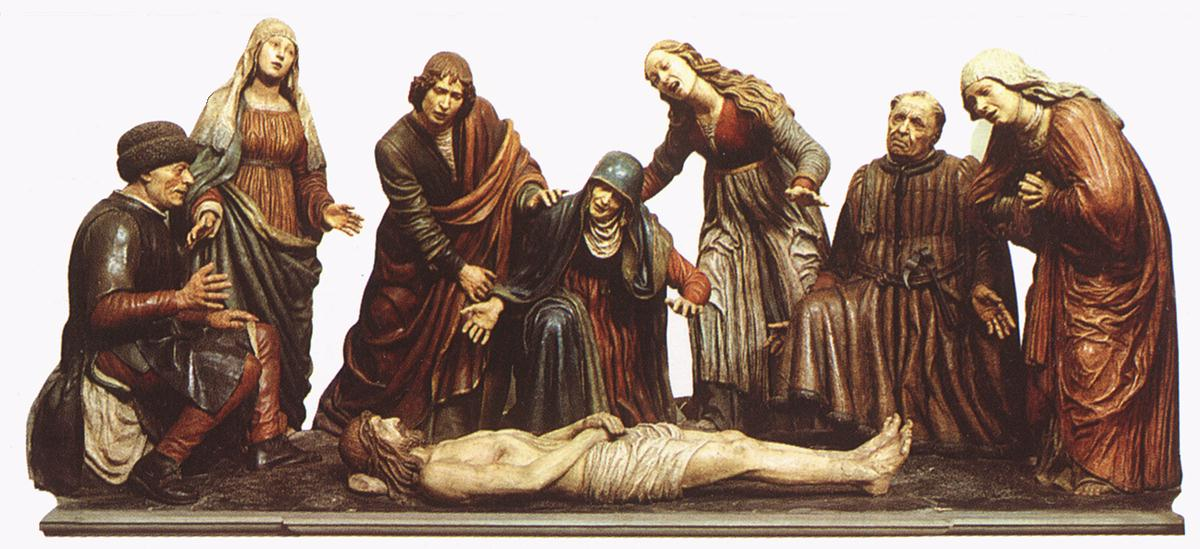
Llanto sobre Cristo muerto de Mazzoni.
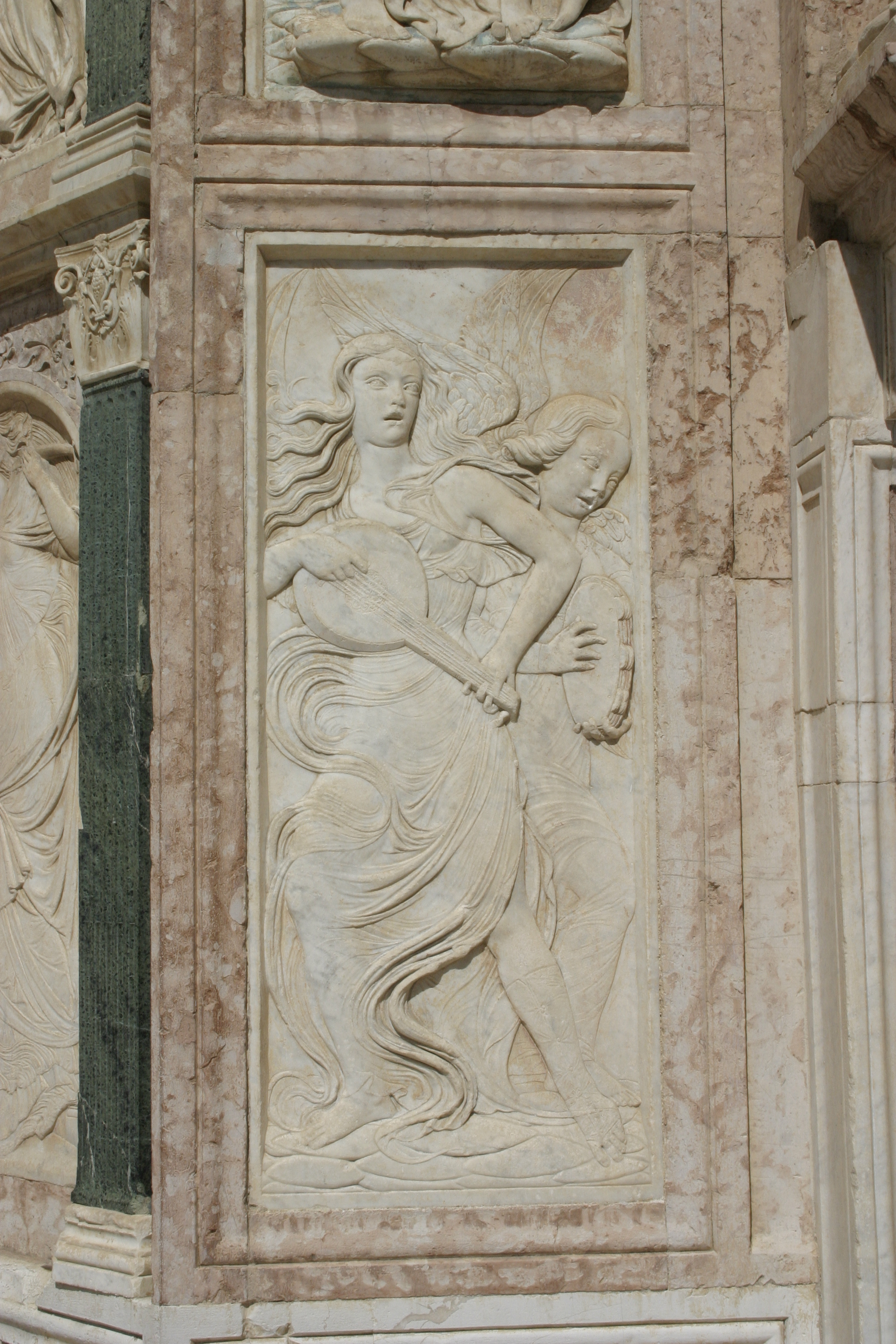
Relieves de Agostino di Duccio en el oratorio de San Bernardino (Perugia).

### Cinquecento
El Cinquecento o pleno Renacimiento se desarrolló a lo largo del siglo XVI con características diferenciadas en cada una de las dos mitades del siglo, dominando el clasicismo en la primera y el manierismo en la segunda. Supuso el triunfo de las experiencias del Quattrocento. Una de sus características principales es el gusto por la grandiosidad monumental, teniendo siempre presente el hallazgo del Laocoonte y sus hijos clásico, descubierto en 1506. Mientras los artistas del Quattrocento crearon escuela en Florencia, los artistas del Cinquecento crearon sus obras y desarrollaron su arte principalmente en la ciudad de Roma, que pasó a ser el centro artístico del nuevo siglo. Florencia se mantuvo como ciudad renacentista importante, y se siguieron haciendo obras maestras de arte en la capital toscana durante este período, como el David, los sepulcros de las Capillas de los Médici, el Perseo de Cellini, etc. El artista representativo de este periodo es Miguel Ángel, personaje de gran fuerza y personalidad.

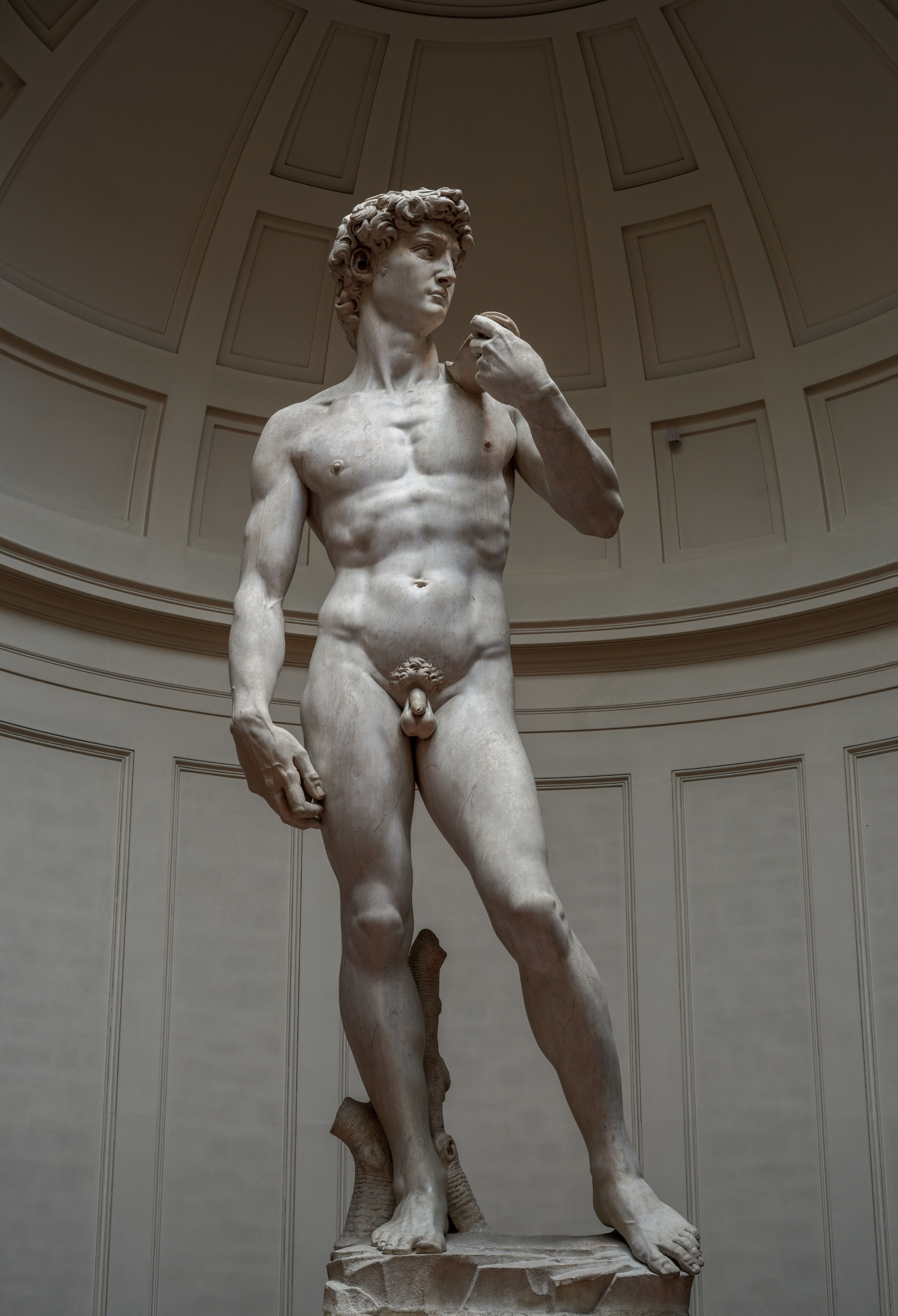
El David de Miguel Ángel.

Miguel Ángel Buonarroti, discípulo también de la escuela florentina, resume en su persona casi todo el arte escultórico de su época en Italia (años 1475-1564). En los primeros treinta años de su vida conservó su cincel algunas tradiciones del siglo XV produciendo obras moderadas y bellas aunque vigorosas. A esta primera época se deben sus ponderadas esculturas de la Madonna de Brujas y la Piedad con algunos Bacos y Cupidos y el David de Florencia. Pero desde el año en que los papas comenzaron a encargarle la construcción de grandiosos monumentos, creó un estilo gigantesco, vigorosísimo, lleno de pasión, independiente y llamado de terribilità excepcionalmente suyo. De este género son las esculturas de los sepulcros de los Médici en la capilla de estos en Florencia (de Julián y su hermano Lorenzo, cuya estatua sedente se conoce con el nombre de Il Pensieroso por su actitud pensativa) y las estatuas que preparaba el artista para el sepulcro del Papa Julio II sobre todo el famoso Moisés que halla en la basílica de San Pietro in Vincoli. 
Sansovino (su nombre propio es Andrea Contucci) fue un artista educado entre los artistas florentinos que se manifiesta en sus esculturas amante de la forma exterior, de la anatomía y del clasicismo, sobre todo en las estatuas que decoran los mausoleos de los cardenales Ascanio Sforza y Girolamo Basso della Rovere en la iglesia de Santa María del Popolo, aparte de otras en Florencia y Venecia. Su discípulo Jacobo Sansovino trabajó principalmente en Venecia, siendo el gran difusor de la obra de Miguel Ángel. Una de sus mejores obras escultóricas es el Baco.

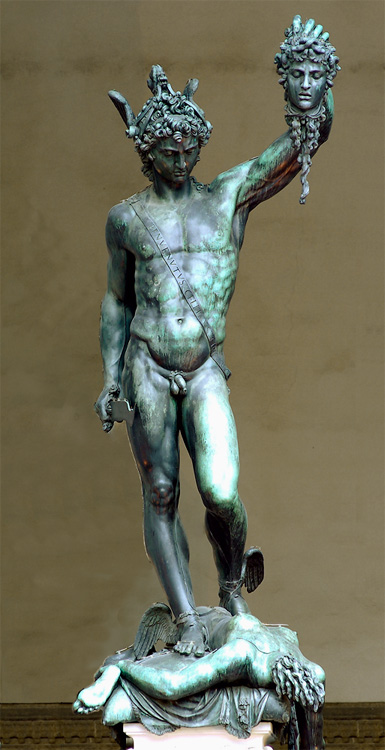
Perseo de Cellini.

Benvenuto Cellini fue, además de escultor, un gran orfebre. Su obra monumental en bronce de Perseo con la cabeza de Medusa fue un símbolo del triunfo de la familia Medici sobre la República florentina. Es el autor del Cristo de mármol del monasterio de El Escorial.
Bandinelli y Ammanati fueron dos escultores contemporáneos de Cellini que esculpieron para la plaza de la Señoría de Florencia las monumentales estatuas de Hércules y Caco y Neptuno. Los dos Leoni, Leone y Pompeyo (padre e hijo) fueron grandes fundidores en bronce y trabajaron principalmente en España, durante el reinado de Felipe II.

#### Manierismo
El término manierismo se refiere a un estilo de características propias dentro del Renacimiento. Se dio a lo largo de siglo XVI, especialmente a partir de 1520. La característica que mejor lo define es la constante búsqueda de lo no convencional junto con la destrucción de un equilibrio lógico aplicando líneas o posturas deformantes, algo que a primera vista puede ser desconcertante para el espectador. Es el rechazo del equilibrio adoptando posturas forzadas.

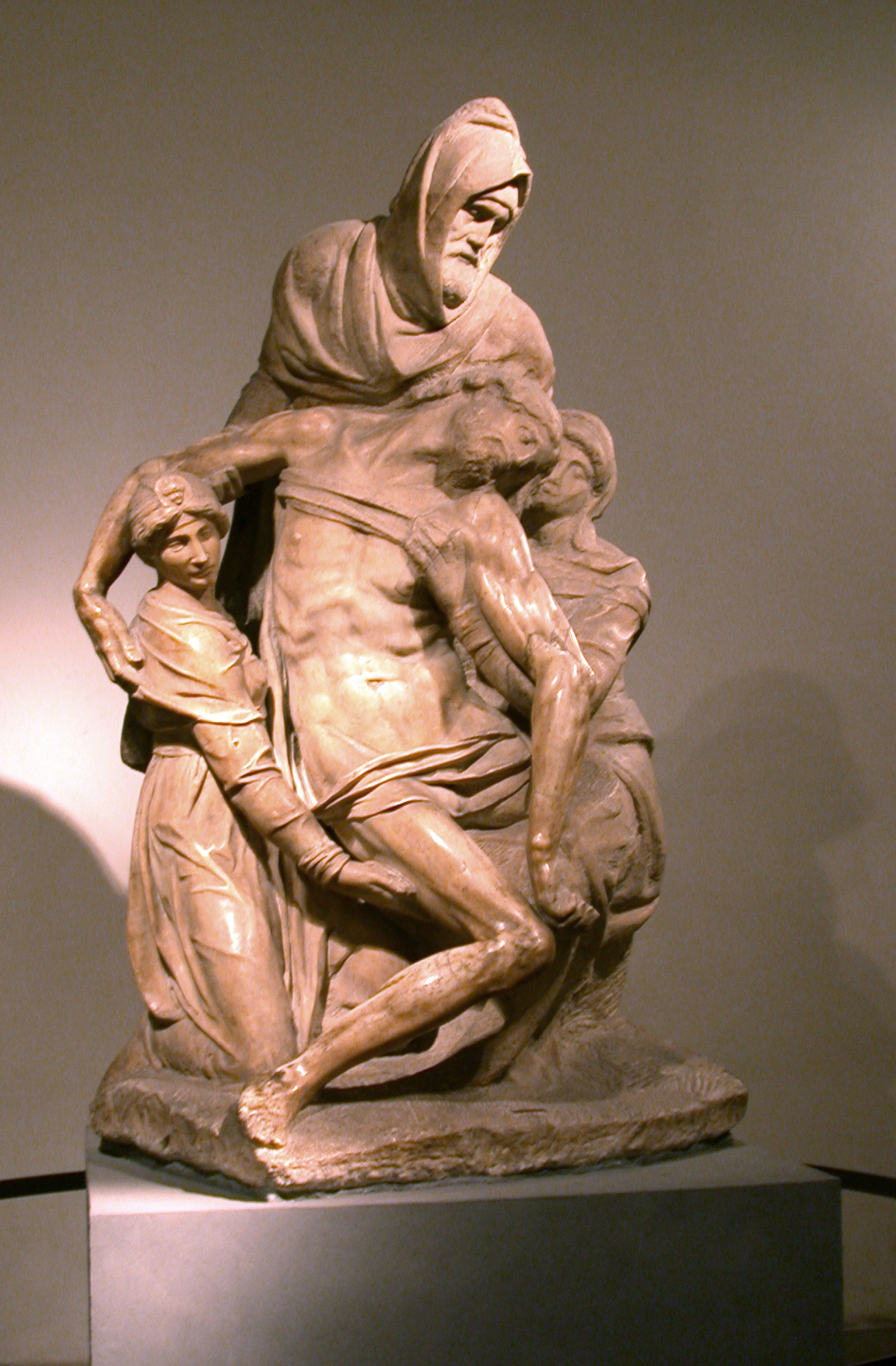
Piedad florentina de Miguel Ángel.

En el manierismo la escultura rehusó el clasicismo buscando formas curvilíneas y dinámicas, la llamada serpentinata o composición de curva y contra curva en que los cuerpos giraban en sí mismos, en espacios estrechos y a veces con escorzos muy pronunciados.
En Italia, la escultura manierista está representada por Juan de BoloniaAquí debiera incluirse el Rapto de las Sabinas de Gianbologna o Juan de Bolonia, citada más arriba como renacentista, Benvenuto Cellini y Miguel Ángel, uno de cuyos mejores ejemplos es la Piedad florentina donde el Cristo se muestra con postura serpentinata.
Se difundió este estilo por Europa gracias a la extensa colección de grabados, y sobre todo en el terreno escultórico en la profusión de pequeños bronces venidos de Italia. Así se desarrolló en las cortes europeas de Francisco I en Fontainebleau con Francesco Primaticcio, que fue el encargado de traer copias de antigüedades desde Roma. También se desarrolló en la corte de Rodolfo II en Praga, y de Felipe II en El Escorial, donde la corrección académica caracterizó el estilo del manierismo empleado por los Leoni. Influenciado por Miguel Ángel, Gaspar Becerra impuso su estilo manierista en el retablo de la catedral de Astorga, y es en Valladolid, donde se encontraba además de Becerra Juan de Juni, donde se realizó más escultura de este tipo clásico-heroico.

## Escultura francesa

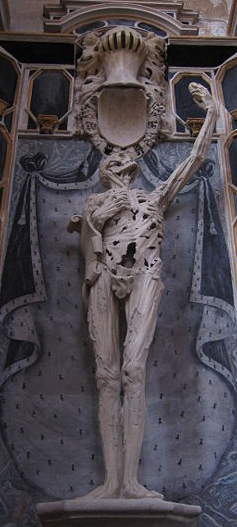
Memorial de René de Chalon en Bar-le-Duc obra de Ligier Richier.

El interés político de los reyes de Francia por asentar sus dominios en tierras italianas tuvo consecuencias culturales, ya que fueron varios los artistas italianos que a partir de la segunda mitad del siglo XV se establecieron en la corte francesa, siendo Francisco I el principal mecenas de estos artistas, entre los que se encontraba Leonardo da Vinci. Hacia 1460 se estableció en Provenza el escultor Francesco Laurana, al que se considera el introductor del Renacimiento en Francia, que trabajó sobre todo en la parte sur del país. Una de sus esculturas más conocidas es el sepulcro de Carlos IV de Anjou en la catedral de Le Mans.
Uno de los temas más tratados en la escultura francesa de esta época es el del Santo Entierro y los monumentos sepulcrales donde la figura del yacente es tratada con gran realismo. Se representa el difunto como cadáver o incluso en esqueleto; en el momento de la transición, como es el caso del de Juana de Borbón en el Louvre. De este tipo son dos obras realizadas por Ligier Richier con policromía en blanco, negro y gris: el Memorial de René de Chalon en Bar-le-Duc en el que el esqueleto parcialmente descarnado tiende un corazón hacia el cielo; y el demacrado cuerpo yacente de Felipa de Güeldres en la iglesia des Cordeliers de Nancy. Esta alegoría de la resurrección de los muertos llega mediante el camino de la «terribilità» italiana y del desvelamiento del interior del cuerpo, aunque no presente una anatomía perfecta a los ojos de la ciencia.

Con la influencia del hacer italiano se destaca Michel Colombe, escultor de la Reina Ana de Bretaña a principios del siglo XVI y que realizó por encargo suyo el sepulcro de sus padres, el duque Francisco II y Margarita de Foix en la catedral de Nantes. En las figuras yacentes del sepulcro todavíase aprecian rasgos góticos, no así en los elementos decorativos y en cuatro figuras de las Virtudes de tamaño natural colocadas en los ángulos del monumento funerario.

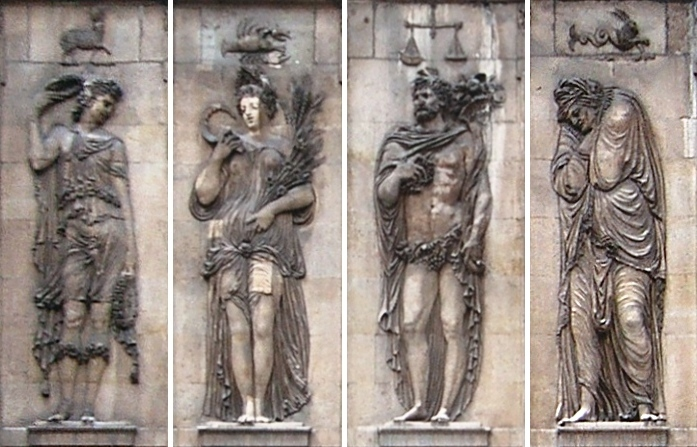
Las Cuatro Estaciones de Jean Goujon, (c.1547) (Musée Carnavalet, París).

Su sobrino Guillaume Regnault, también escultor, le sucedió en el cargo como escultor de la Reina. Su obra maestra son las estatuas yacentes del consejero real Louis Porcher y su esposa, hoy en el Museo del Louvre.
También a principios del siglo XVI, Jean Goujon (llamado el Fidias francés) inició sus trabajos en Ruan, y en 1544 acudió a París para ser nombrado escultor real en 1547, donde realizó numerosos encargos como las alegorías de Las Cuatro Estaciones, las Ninfas, unas Cariátides para la tribuna de los Músicos y realizó los signos del Zodíaco para el antiguo ayuntamiento de París. Por estos mismos años Germain Pilon realizó numerosos monumentos funerarios con gran influencia de Miguel Ángel, entre los que descuella el Cristo Resucitado con figuras de los guardianes, un grupo para la capilla de Enrique II conservado en el Museo del Louvre, cuyas figuras están inspiradas en composiciones pictóricas como el José de Arimatea de Rosso Fiorentino. El Cristo muerto se asemeja a los grabados de Parmigianino, pues las figuras buscan las diagonales y los escorzos son espectaculares, con los pliegues de los vestidos apretados y muy delgados, recordando los relieves de la antigüedad clásica. Fiel seguidor suyo fue su discípulo Bartolomé Prieur, quien trabajó al servicio de Enrique IV de Francia. Pierre Puget, llamado el «Bernini francés», fue ya un escultor tardío del Renacimiento; sobresalió su obra Milón de Crotona.

## Escultura española
La aparición de la escultura del Renacimiento en España y del arte renacentista en general tuvo lugar casi un siglo después de los comienzos de este estilo en Italia. El quattrocento no existió como tal estilo renacentista pues predominaban todavía las formas y el gusto por el gótico. Ya en 1339 había llegado a Cataluña el arte de los pisanos con el sepulcro de Santa Eulalia (catedral de Barcelona). Casi un siglo después, el florentino Giuliano de Nofri, discípulo de Ghiberti, junto con otros de mano española, labró en el trascoro de la catedral de Valencia algunos relieves. Pero estos ensayos y tentativas quedaron aislados hasta la verdadera penetración de las ideas y formas escultóricas del Renacimiento italiano con los artistas florentinos que vinieron a trabajar a España a finales del siglo XV y comienzos del XVI, extendiéndose el nuevo gusto por obra de extranjeros de varias nacionalidades y por algunos españoles que aprendieron en Italia. Aun así, no logró implantarse con firmeza el estilo hasta el reinado de Carlos V.
El estilo hispanoflamenco dominante durante todo el siglo XV evolucionó hasta confluir con el gusto italiano, proceso visible en las familias Egas —a la que pertenecen también Juan Guas, Sebastián de Almonacid y Alonso de Covarrubias— y Siloé —Gil de Siloé y su hijo Diego de Siloé, también arquitecto que había viajado a Italia— y el borgoñón Felipe Vigarni (relieves de la Pasión con adornos platerescos de sabor italiano en el trasaltar mayor de la catedral de Burgos, parte de la sillería del coro de la catedral de Toledo, con su retablo mayor —obra colectiva de un gran plantel de artistas, que marca la transición entre el Gótico y el Renacimiento español— y la parte escultórica del retablo de la catedral de Palencia).
En el siglo XVI, que corresponde al cinquecento italiano, aparecieron las primeras demostraciones, como consecuencia de las relaciones políticas y militares con Italia y bajo el mecenazgo y tutela de los reyes y de la nobleza. La escultura renacentista se hizo presente a través de tres vías distintas: 
- escultores italianos mandados llamar por los mecenas y que realizaron sus obras en España, como el gran marmolista Domenico Fancelli (1469-1519) —sepulcros del infante D. Juan (1497) en la iglesia de Santo Tomás de Ávila, de los Reyes Católicos en Granada y mausoleo mural de Diego Hurtado de Mendoza (1509) en la catedral de Sevilla)—, el especialista en terracota Pietro Torrigiano —San Jerónimo, Virgen— y Jacobo Florentino, llamado el Indaco, también arquitecto;
- obras importadas, procedentes de los talleres italianos, como el San Juanito del taller de Miguel Ángel para la ciudad de Úbeda y unos cuantos relieves del taller de la familia Della Robbia. También muy influyente fue el mausoleo del virrey Ramón Folc de Cardona-Anglesola (1522) realizado en Nápoles por Giovanni da Nola, y enviado a España por su viuda;
- primera generación de artistas españoles.[An. 1] compuesta por Vasco de la Zarza ( c. 1470-1524) (trascoro de la catedral de Ávila), Felipe Vigarny (c. 1475-1543) (retablo mayor de la catedral de Toledo), Bartolomé Ordóñez (ca. 1480-1520) (sillería del coro de la catedral de Barcelona, sepulcros de Cisneros en Alcalá de Henares y de Juana la Loca y Felipe el Hermoso en la capilla Real de Granada) y Diego de Siloé (c. 1495-1563) (sepulcro de don Alonso Fonseca en Iglesia de las Úrsulas de Salamanca).[a][An. 2]

Los escultores españoles del siglo XVI han sido etiquetados con diferentes denominaciones acuñadas inicialmente para la arquitectura: «isabelino» —o «Reyes Católicos»—, «cisneriano», «plateresco», «purismo» —o «Príncipe Felipe», o «fase serliana»—, «manierismo», «romanismo», «herreriano», etc.. Además de los ya citados destacan el catalán Juan Sanz de Tudelilla y el riojano Arnao de Bruselas (fl. 1536-1564) (trascoro de la Seo de Zaragoza), el navarro o francés Esteban de Obray (sillería del coro de El Pilar), los burgaleses Rodrigo (c.1520-1577) y Martín de la Haya (retablo mayor de la catedral de Burgos), y muchos otros (Jamete, Diego Guillén, Andrés de Nájera, Pedro Arbulo Marguvete, Juan Miguel de Urliéns). Gran fama alcanzaron los plateros y broncistas Vergara el Viejo, Cristóbal de Andino (c. 1490-1543), la familia de los Becerril (Alonso, Francisco, Cristóbal, etc.) y los Arfe (especialmente, Juan de Arfe) a quienes se deben primorosas obras de mobiliario eclesiástico. En Santiago de Compostela se desarrolló durante el siglo XVI un notable trabajo de los maestros azabacheros.
En el segundo tercio del siglo XVI, destacan: 
- en la escuela castellana,  el palentino Alonso Berruguete (c. 1490-1561) (sillas altas del coro de la catedral de Toledo —en competencia con las de Vigarni, las de Berruguete son de un estilo más visiblemente clásico-italiano—, sepulcro del cardenal Tavera, busto de Juanelo —de atribución debatida—[45]), el francés Juan de Juni (1506-1577) (retablos mayores de las iglesias de Santiago y la Antigua en Valladolid y otras obras en Segovia, Ciudad Rodrigo y otras poblaciones de Castilla), Inocencio Berruguete y Francisco Giralte;

- en Aragón, Gil Morlanes el Viejo (c. 1445-1517) y Gil Morlanes el Joven (fl. siglo XV-1547), padre e hijo (portada de Santa Engracia de Zaragoza, retablo y sepulcros de la capilla de San Bernardo en la Seo). Morlanes el Viejo fue desde 1493 «escultor de Fernando el Católico».[Ca. 1] Pero los tres grandes escultores renacentistas fueron el valenciano Damián Forment (c. 1480-1540) (basamento del retablo mayor de la catedral de Barbastro y los de la catedral de Santo Domingo de la Calzada y de El Pilar de Zaragoza), Gabriel Joli y Juan de Moreto.

En el último tercio cambió por completo el gusto renacentista español que se inclinó al clasicismo representado sobre todo en la figura del arquitecto Juan de Herrera. Fueron llamados a la corte de Felipe II y a la obra de El Escorial los italianos Leoni (León y Pompeyo, padre e hijo) y Jacome da Trezzo (1515-1589), además del español Juan Bautista Monegro (ca. 1545-1621) (estatuas de los reyes de Judá en el patio de los Reyes).  A partir de ese segundo tercio surgieron en distintas regiones españolas unos artistas que llegaron a ser los grandes maestros de Renacimiento español, que aunque siguieron las normas italianas, supieron dar a sus obras un carácter puramente español, creando escuela en las distintas regiones del ámbito nacional. El material utilizado fue el mármol y el bronce, pero sobre todo la madera policromada y estofada. De los talleres de los grandes maestros salieron gran cantidad de retablos, sillerías de coro, imágenes y escultura funeraria.
También en esta etapa trabajaron el andaluz Gaspar Becerra (1520-1568) (Virgen de la Soledad del convento de Nuestra Señora de la Victoria (Madrid), destruida por un incendio en 1936, antiguo retablo de las Descalzas Reales —destruido por un incendio en 1862—, retablo mayor de la catedral de Astorga (1558-1584), el vallisoletano Esteban Jordán (1530-1598) (retablo mayor y sepulcro del obispo Lagasca en la iglesia de la Magdalena de Valladolid, retablo mayor de Santa María de Medina de Rioseco), Pedro López de Gámiz y el guipuzcoano  Juan de Ancheta (1533-1588) (retablo mayor de Santa María de Tafalla).).
- Sepulcro de los Reyes Católicos, de Domenico Fancelli, y de Juana la Loca y Felipe I el Hermoso, de Bartolomé Ordóñez, en la capilla real de Granada.
- Sepulcro de El Tostado (1520-1524), de Vasco de Zarza
- Capilla del Condestable (1524-1525), de Felipe Bigarny en colaboración con Diego de Siloé (catedral de Burgos)
- Retablo en alabastro del monasterio de Santa María de Poblet (1527-1529), de Damián Forment
- Sillería del coro de la catedral de Toledo (1495-1498 y 1539-1543), obra de Rodrigo Alemán, Alonso Berruguete y Felipe Bigarny
- San Jerónimo (ca. 1525), obra maestra de Pietro Torrigiano (Museo de Bellas Artes de Sevilla)[Pe. 1]
- Retablo de San Benito el Real (Valladolid) (1527-1532), de Alonso Berruguete

### Plateresco

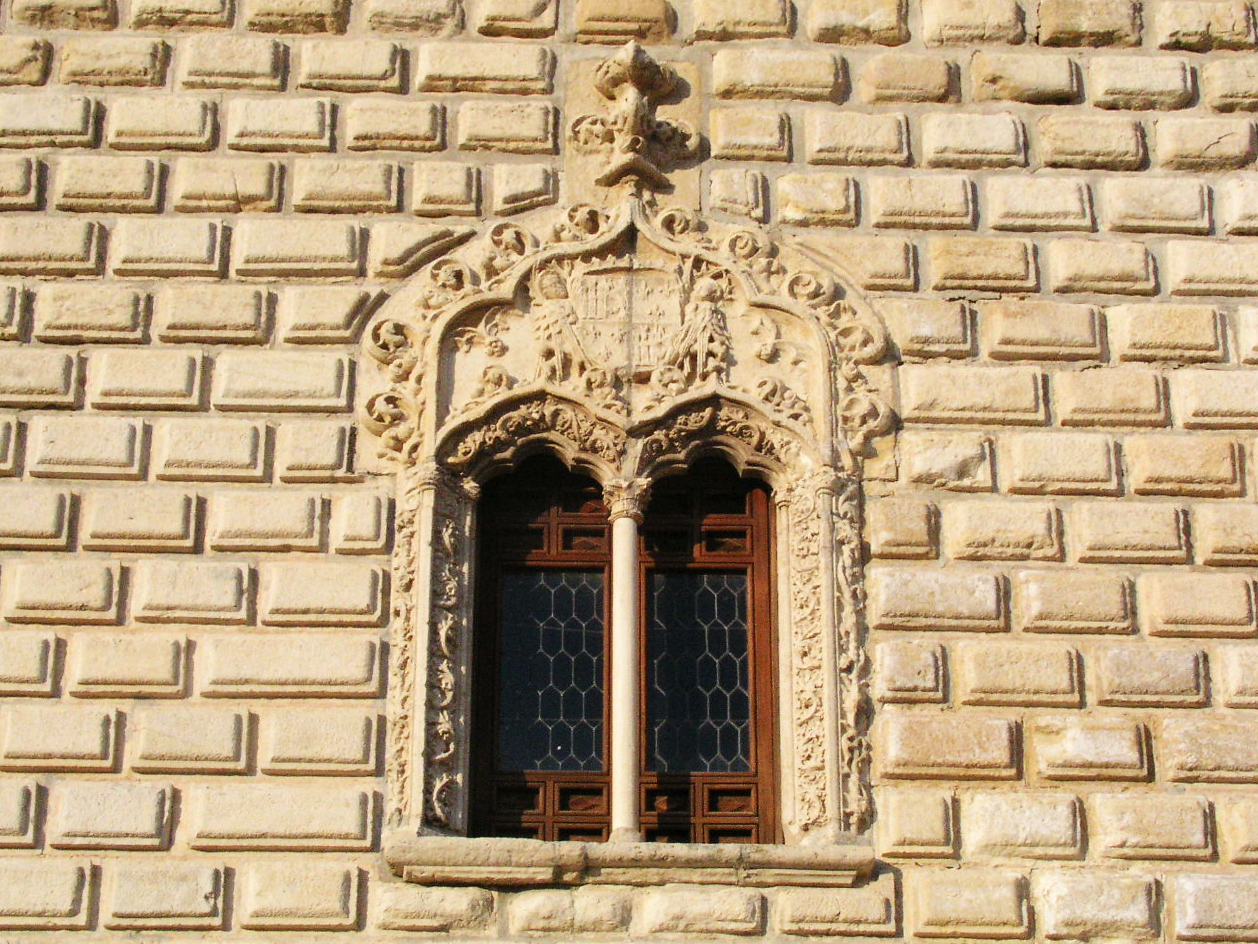
Palacio de los duques de Medinaceli en Cogolludo (Guadalajara).

Dentro del Renacimiento es una variedad puramente española, que se corresponde con el estilo manuelino portugués. Se llama también Gótico isabelino o estilo Reyes Católicos, por haber empezado con el reinado de estos monarcas, aunque se extiende hasta los tiempos de Felipe II. El término plateresco suele emplearse para la arquitectura, pero como es un arte puramente decorativo y de ornamentación escultórica, puede tener cabida aquí en este pequeño apartado.

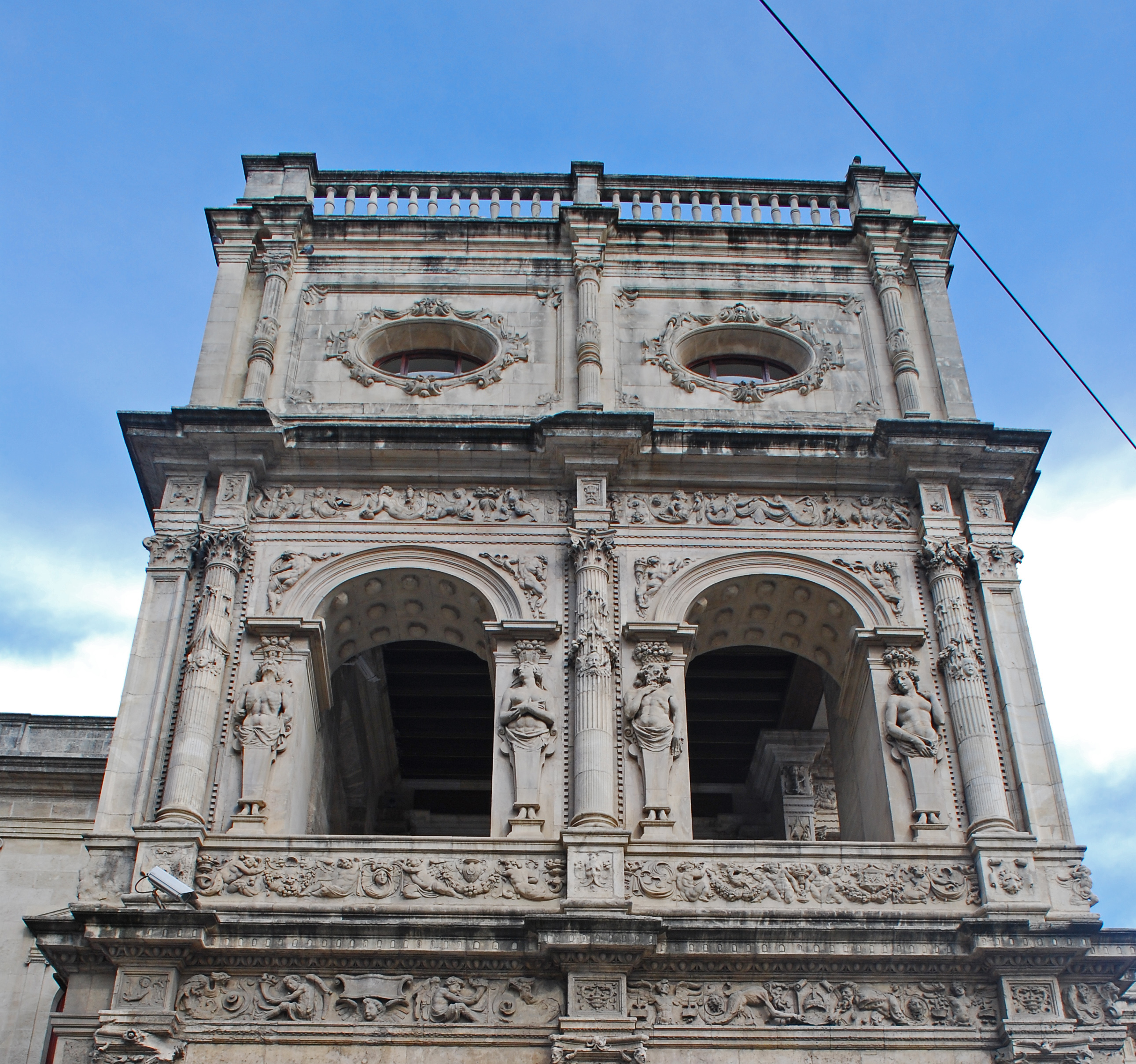
Fachada lateralplateresca del Ayuntamiento de Sevilla.

 Se caracteriza por mantener ciertos componentes góticos y mudéjares dentro del hacer renacentista. Las fachadas se esculpen como si fueran retablos, y junto al almohadillado típico del Renacimiento se muestran las columnas abalaustradas con grutescos y llenas de decoración y ventanas de tradición goticista. Proliferan los tondos o medallones y los escudos colocados en las claves de las bóvedas y en las enjutas de los arcos. Se trata de un género muy decorativo. Alcanzó su mayor exuberancia en Andalucía. Un buen ejemplo puede ser la fachada del Ayuntamiento de Sevilla por Diego de Riaño.

## Escultura alemana

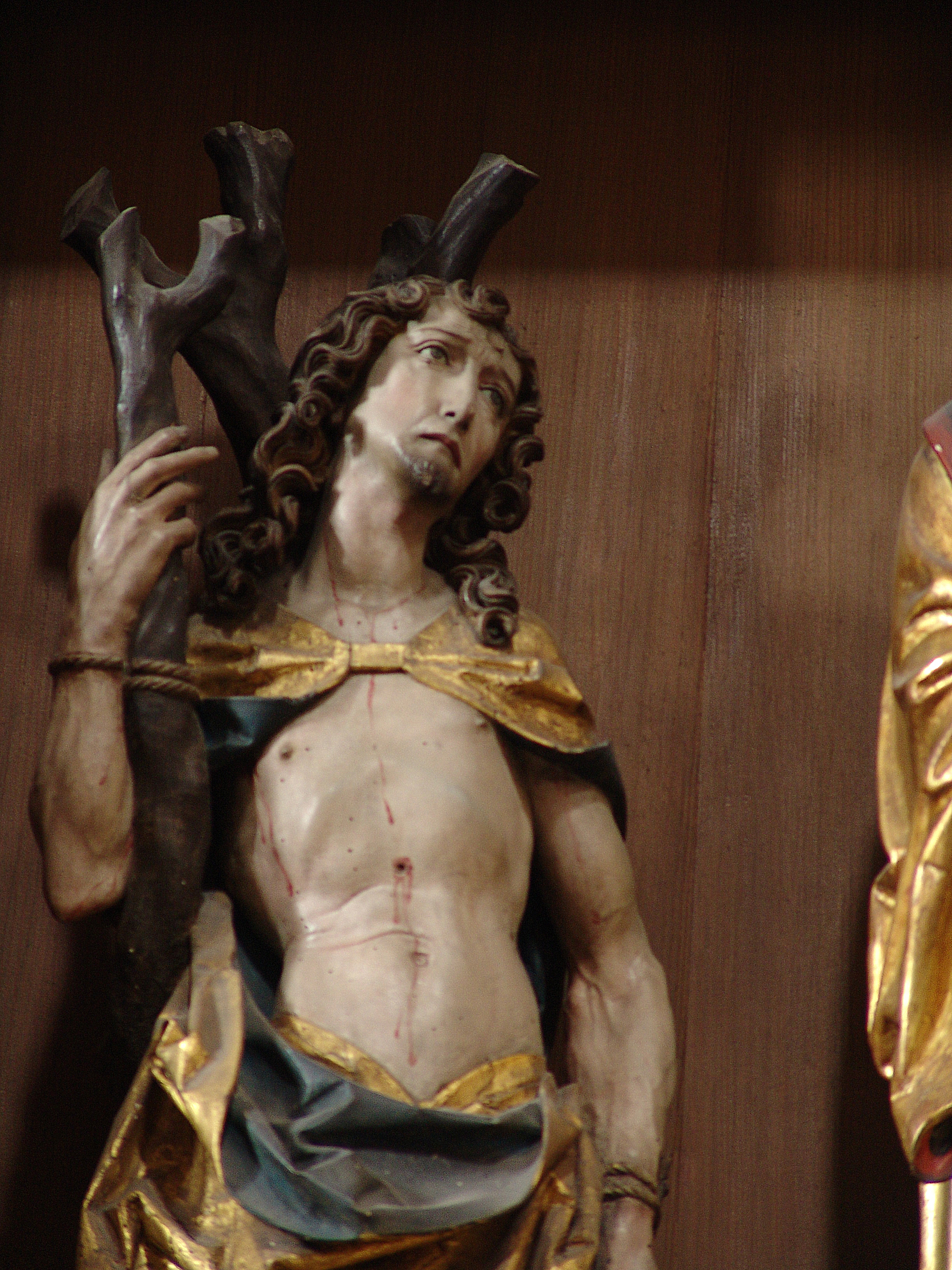
Detalle de San Sebastián, escultura en madera policromada de Riemenschneider.

La prosperidad de las ciudades germánicas se afianzó con el alargamiento de la época gótica, produciéndose en los primeros decenios del siglo XVI la introducción de la escultura renacentista con la influencia de la escuela florentina italiana. La mayor parte de esta escultura se realizó en madera, por la gran riqueza forestal de sus regiones y con una magnífica policromía y dorado. A los escultores alemanes les costó abandonar los ropajes góticos y que sus personajes adquiriesen el espíritu clásico, así se puede ver claramente en las obras de Veit Stoss, en el retablo de la Virgen en Santa María de Cracovia, en los relieves de la catedral de Bamberg o en la Anunciación del Rosario en la iglesia de San Lorenzo de Núremberg. También en el mismo estilo se encuentran las esculturas de Tilman Riemenschneider, obras extraordinarias como el Altar de la Anunciación de la iglesia de Creglingen.
Como «mundo esculpido» se conoce el carácter que adoptó la escultura en los países germánicos durante la segunda mitad del siglo XV, que puede verse en los grandes polípticos de altar de algunas iglesias y catedrales alemanas. Se trata a menudo de altares de dos y hasta cuatro hojas totalmente esculpidas, con agujas y altos pináculos que albergan, en su parte central, la «caja», con una escena religiosa. Vasari, conocedor del estilo alemán, decía sobre él:

(...) paciencia y sutileza grandísima... los escultores operan continuamente de guisa que reducen las cosas a tanta sutileza que dejan pasmado al mundo.

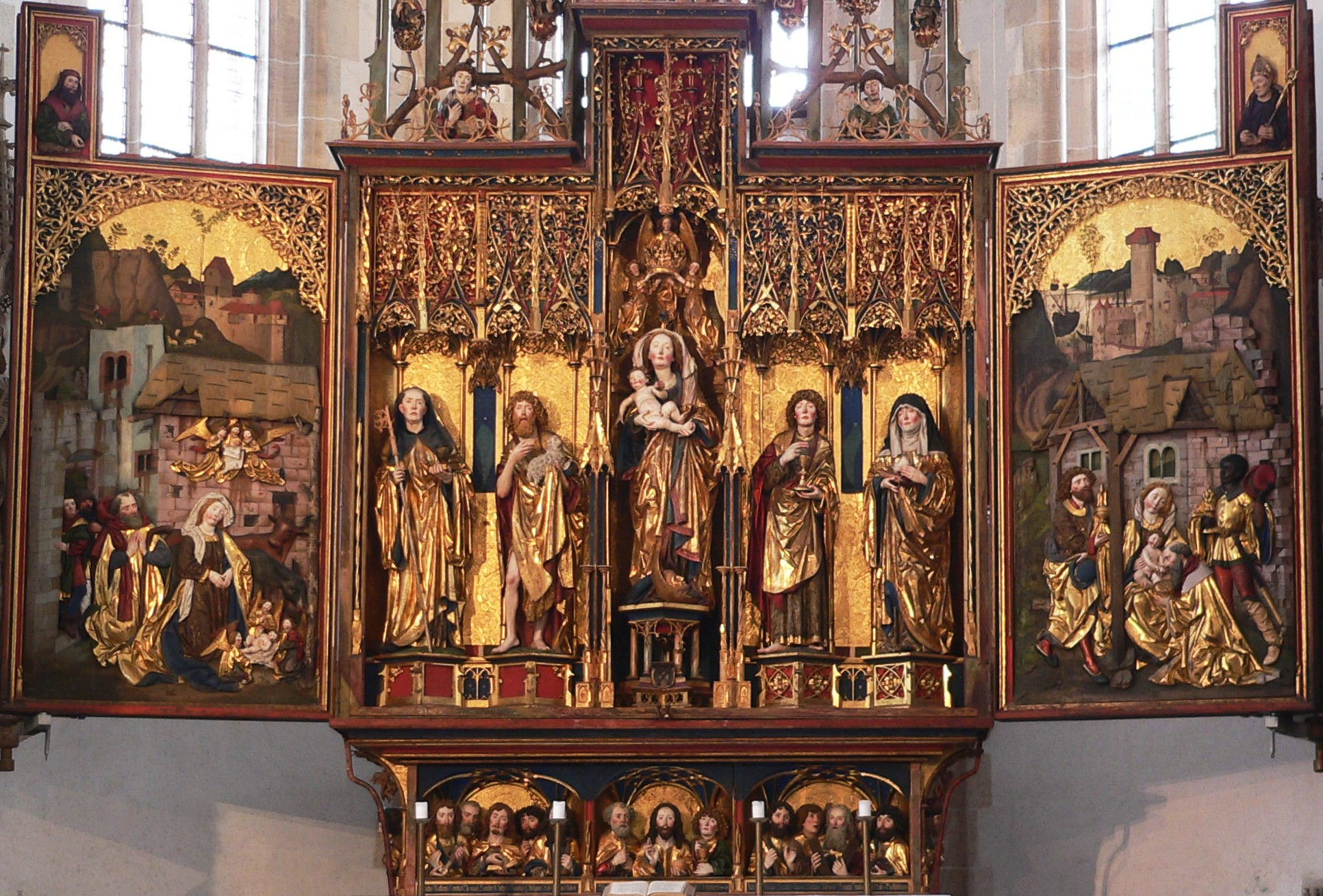
Caja central del altar de Blaubeurer obra de Michel Erhart.

Michel Erhart de Ulm consiguió un gran control estilístico. Su obra más puntera es el altar del monasterio benedictino de Blaubeurer (Baden-Wurtemberg) donde se pueden apreciar en la caja cinco grandes esculturas policromadas. En los territorios periféricos germánicos, al sur del Tirol trabajó el escultor Michael Pacher; entre sus obras se destaca el altar mayor de San Wolfgang, de once metros de altura y donde se combina magistralmente la pintura con la escultura.
La escultura alemana tuvo corta vida en la época del Renacimiento. Descolló como escultor Peter Vischer junto con otros miembros de su familia inspirados más directamente en el Quattrocento italiano, como se ve en el sepulcro de San Sebaldo (1507-1519) en Núremberg, así como su participación en el mausoleo del emperador Maxiliano en Innsbruck, que debía agrupar a cuarenta estatuas de tamaño mayor del natural y cien estatuillas menores con cuarenta bustos de emperadores. De este trabajo solo se llegó a realizar una tercera parte, y las esculturas realizadas fueron fundidas en bronce. También intervino en esta obra Alberto Durero, para la que diseñó la Cabeza del Rey Arturo y realizó la escultura de cuerpo completo Vischer, con la decoración y la armadura en estilo medieval, pero con el claro contrapposto de un héroe de la Antigüedad.

## Escultura en los Países Bajos

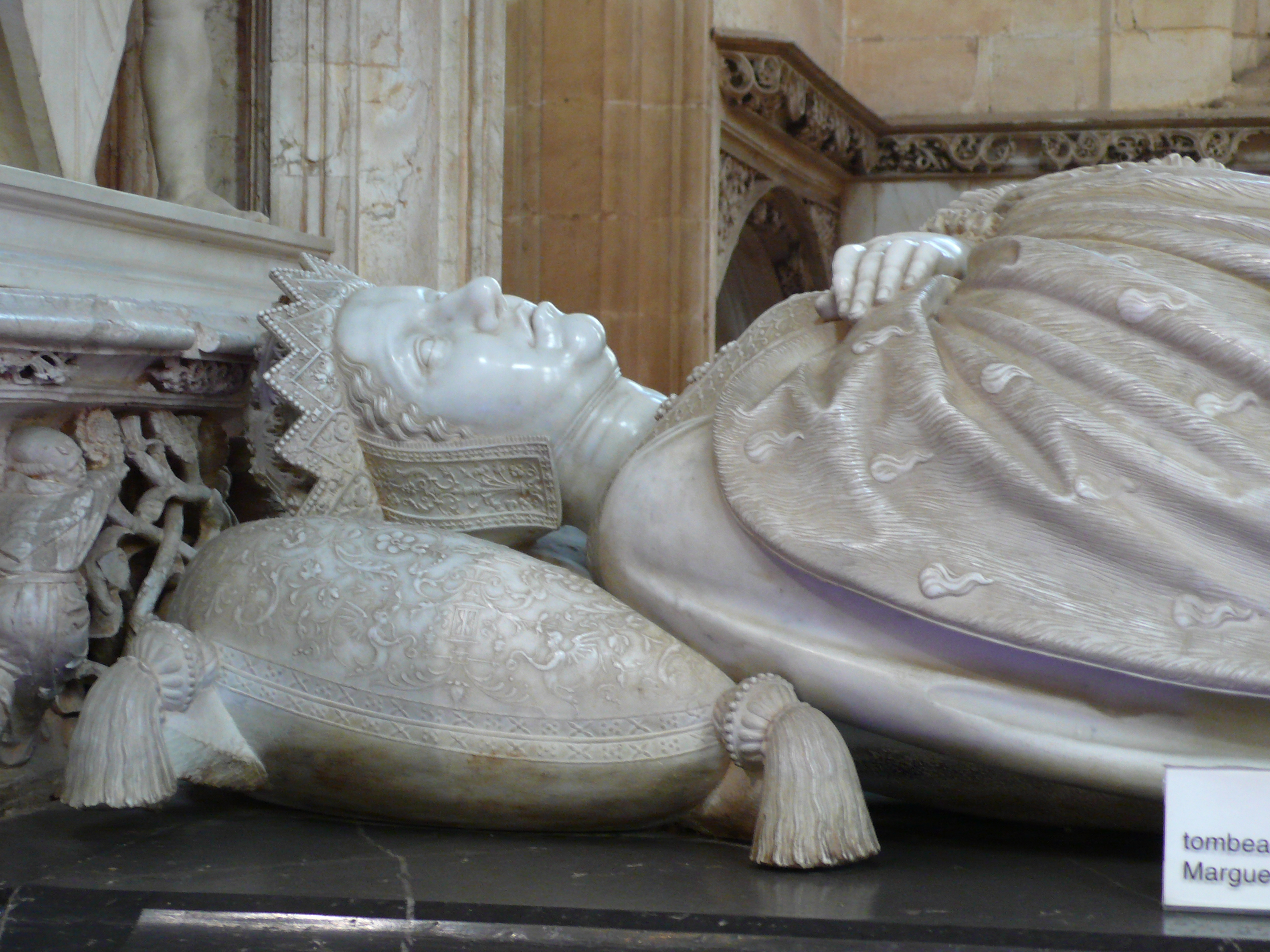
Detalle de la tumba de Margarita de Austria en Bourg-en-Bresse, realizado por Conrad Meit.

En los Países Bajos se habían desarrollado y consolidado completamente las actividades artísticas durante el período gótico a niveles muy altos, lo que hace comprensible que fueran reacios a admitir otros criterios. Así pues, fue tardía la aceptación del nuevo estilo que venía de Italia y las decoraciones góticas se mantuvieron aún durante largo tiempo. En la realización de retablos, sillerías de coro y mobiliario religioso con escultura incluida, se utilizó la talla en madera, en los que se elaboraron los elementos renacentistas al estilo de los realizados en la parte lombarda de Italia.

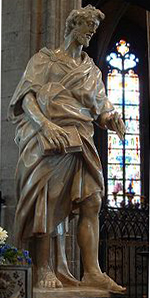
Obra de Jacques du Broeuq.

En 1507 se convierte en gobernadora de los Países Bajos Margarita de Austria, en nombre de su sobrino Carlos I, creando una corte de tipo humanista en Malinas. Margarita era una gran coleccionista de arte y toma a su servicio todo tipo de artistas, entre ellos el escultor Conrad Meit, nacido en Worms, el cual trabaja en el arte del retrato y de pequeñas estatuillas de madera de boj o bronce. A él le encargó Margarita la realización de las figuras «en vivo y en tránsito» de su marido Filiberto el Hermoso, el de su madre María de Borgoña, y el suyo propio para la iglesia de Brou de Bourg-en-Bresse.
El belga Herman Glosencamps construyó las esculturas decorativas de la chimenea de las Casas Consistoriales de Brujas. En Utrecht se encuentran varias estatuas debidas al escoplo de Uries y Kéyser, en las que el naturalismo renacentista es apreciable en los detalles anatómicos y en los plegados de las vestiduras, admitiéndose de manera plena el nuevo estilo en la segunda mitad del siglo XVI. 
Jacques du Broeuq, maestro de Juan de Bolonia, fue nombrado arquitecto y escultor de la corte por María de Austria, hija de Carlos I de España, para la querealizó numerosas obras; entre ellas resalta un conjunto de esculturas en alabastro para el coro de Sainte-Waudru de Mons. Sus relieves se acercan a los escultores italianos contemporáneos, y se aprecian rasgos clasicistas en los pliegues de sus ropas, al estilo de la estatuaria antigua. En los relieves de mayor tamaño como el de la Resurrección se muestra a los personajes con unas siluetas alargadas y casi de bulto redondo muy acusado. 
La obra del escultor y arquitecto Cornelio Floris de Vriendt se manifestó con gran semblanza a lo italiano en la fachada del ayuntamiento de Amberes, en los sepulcros de los reyes de Dinamarca y los duques de Prusia en Königsberg, y en la decoración del coro de la catedral de Nuestra Señora Tournai, realizado con un gran parecido al estilo de Andrea Sansovino.

## Escultura inglesa

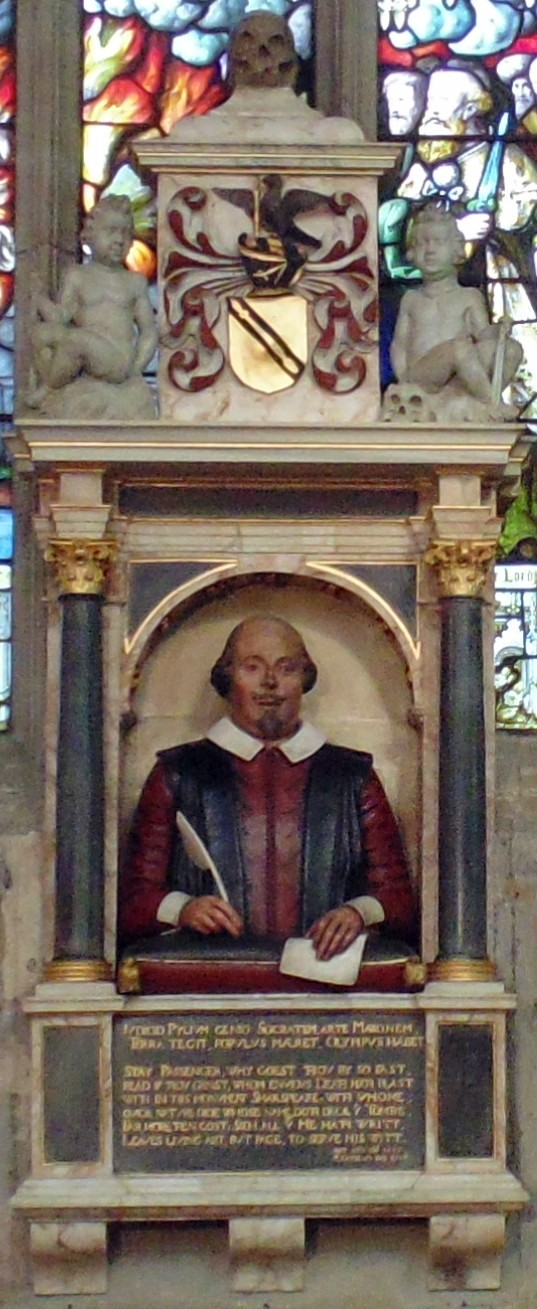
Monumento funerario de Shakespeare en Holy Trinity Church, de Stratford, por Gerard Johnson.

La escultura inglesa del siglo XVI se deriva de la italiana, siendo de este último país los más notables artistas que trabajaron en Inglaterra. Los monarcas, para animar la vida artística, ejercieron una función muy importante a la hora de desarrollar este movimiento artístico. Entre los primeros y principales escultores italianos figuró Pietro Torrigiano, a quien se debe el sepulcro de Enrique VII e Isabel de York. Está realizado en mármol y bronce dorado, con las figuras yacentes de los monarcas y en cada ángulo del sepulcro unos ángeles que sostienen los escudos de armas; se encuentra en una capilla de la abadía de Westminster en Londres. En 1511 esculpió el sepulcro de Margarita Beaufort, madre de Enrique VII. De 1516 data el sepulcro del archivero real, John Young, a quien también representó en un busto conservado en la National Portrait Gallery de Londres. 
También le fue encargada por Enrique VIII su propia sepultura y la de su esposa Catalina de Aragón en 1518. A pesar del viaje del escultor a Italia para contratar ayudantes, se desconocen los motivos por los cuales no llegó a realizar la obra y abandonó la corte inglesa para instalarse en España en 1525. Este sepulcro se realizó finalmente entre 1524 y 1528 por el escultor italiano Benedetto da Rovezzano.
Con la implantación de la reforma protestante se suprimió en Inglaterra la escultura religiosa, y también el contacto con todo lo que pudiera venir de Italia por identificarlo como una vía de influencia papal. Sólo en los soberbios panteones y en estatuas conmemorativas de personajes tuvo desde entonces alguna vida el arte plástico, como el realizado por el inglés Richard Parker para la tumba del conde de Rutland (1543) en Bottesford.
La influencia italiana fue sustituida por la francesa y por la venida de artistas flamencos, entre ellos Gerard Johnson (llamado también Garret Jansen), que realizó el sepulcro del conde de Southampton en Titchfield y el monumento funerario en honor de William Shakespeare en Stratford.

## Escultura portuguesa

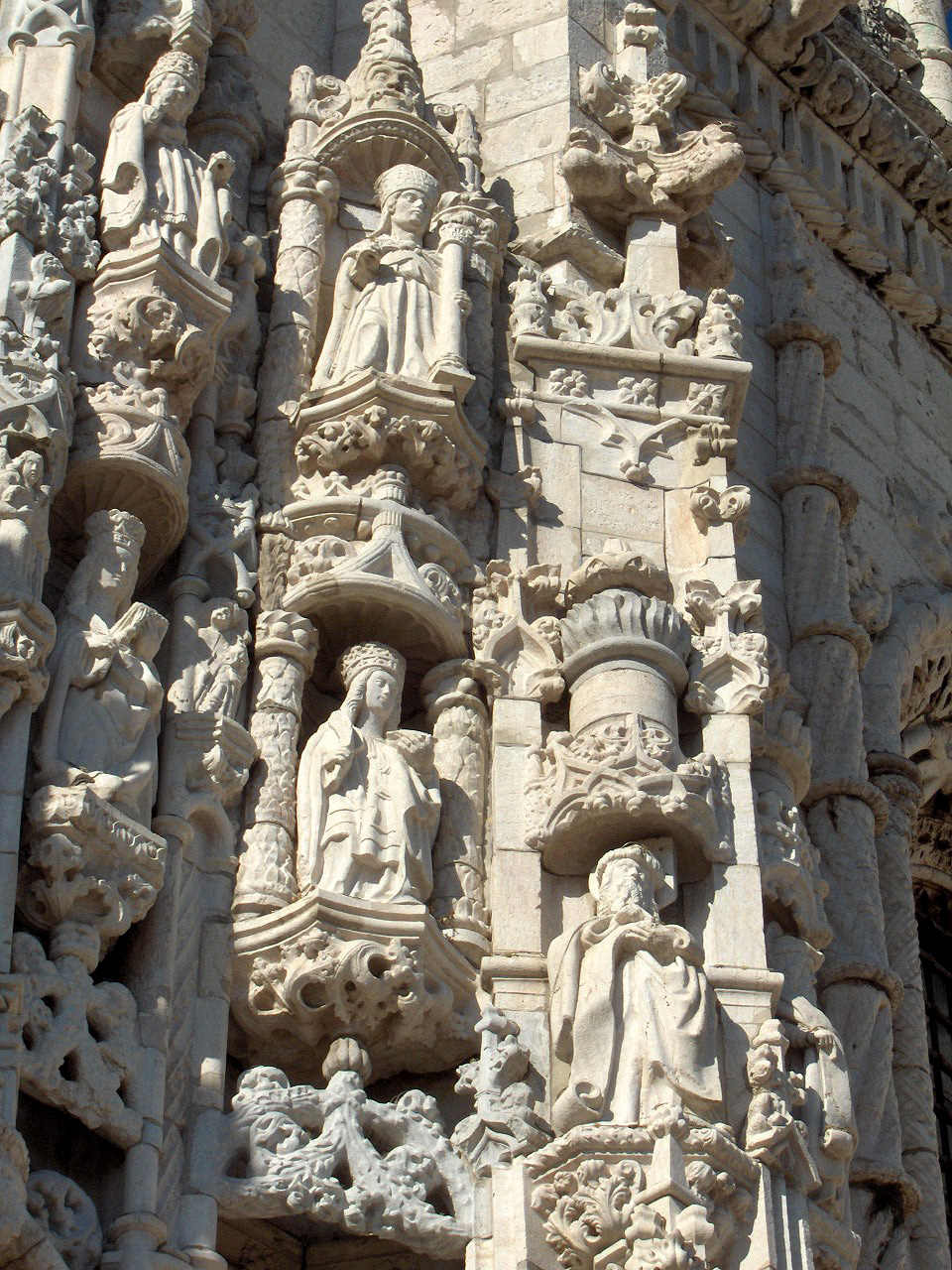
Pórtico del Monasterio de los Jerónimos de Belém realizado por Nicolás Chanterenne.

En las postrimerías del siglo XV, Andrea Sansovino fue a trabajar para el rey Juan II de Portugal; parece que se tenía la sensación de que los italianos, con su monopolio casi exclusivo del arte antiguo, poseían también el don de lo que era correcto dentro del arte.
Se creó alrededor de la corte de Juan III un foco de humanismo según el modelo de las cortes italianas. El Renacimiento se impuso en las ciudades de Coímbra, Tomar y Évora con tanta fuerza que en esta región del Alentejo costó bastante la posterior implantación del Barroco. La escultura portuguesa se manifestó asimismo italianista en su primer Renacimiento, siendo sus principales obras tres hermosos relieves en el claustro de la iglesia de Santa Cruz en Coímbra, labrados por artistas portugueses:
- Cristo ante Pilatos
- Paso de la cruz a cuestas
- Misa de San Gregorio

Procedente de Francia, el artista Nicolás Chanterenne realizó en 1515 los sepulcros reales para esta iglesia de Coímbra. En 1517 se le encarga el pórtico central del Monasterio de los Jerónimos de Belém y las figuras orantes del rey Manuel y la reina María; entre las muchas obras de este escultor se encuentra el retablo en alabastro del Palacio de Pena para la ciudad de Sintra. Chanterenne practicó también el arte del retrato con bustos de gran realismo.
En Coímbra se encontraban otros dos escultores también franceses: Juan de Ruan y Felipe Duarte u Orarte, venido este último de Toledo y que fue contratado para realizar el grupo de La Cena, que fue concluido en 1534 con un realismo extraordinario en actitudes agitadas e impetuosas. El grupo se conserva actualmente en el Museo de la ciudad de Coímbra. Rouén trabajó en un retablo de la capilla del Sacramento de la catedral de esta ciudad; también se destaca el púlpito que hizo para el monasterio de Santa Cruz. Este artista llegó a montar un taller importante, donde se esculpían un gran número de obras. A mediados de este siglo se pudo apreciar la influencia española en diversas obras del monasterio de Belém, como en un Crucificado de madera cuyo estilo es similar al del círculo de Diego de Siloé.

## Escultura hispanoamericana
En general la escultura hispanoamericana renacentista se logró, gracias en mayor parte, a las órdenes religiosas y a su labor de enseñanza junto con la disponibilidad de modelos de obras traídas de España, que fueron de donde en muchas ocasiones se copiaba, sobre todo la iconografía de las imágenes.
En Ecuador fueron precisamente los misioneros franciscanos de origen flamenco Pedro Gosseal y Jodoco Ricke los que fundaron la primera escuela en el convento de San Francisco de Quito, enseñando conocimientos en el arte de la arquitectura y la talla, tanto en piedra como en madera, además de la religión y las letras. Los artistas locales lograron unas buenas interpretaciones mezcladas con motivos de su tradición con la ingenuidad de los rostros de las imágenes así como de la policromía con colores más primarios y mucho más llamativos, donde se puede apreciar en los retablos que se construyeron durante el quinientos en México, así como en la decoración empleada en las pilas bautismales y en las cruces de los patios conventuales.
Un escultor relevante es el guatemalteco Quirio Cataño, que fue autor, entre otras imágenes, del Cristo Negro de Esquipulas del año 1594.